# المعرض الوطني الدنماركي
متحف ستاتينز للفنون (بالدنماركية: Statens Museum for Kunst)‏، المعروف أيضًا باسم (متحف الدولة للفنون) هو المعرض الوطني الدنماركي، ويقع في وسط كوبنهاغن.
يجمع المتحف ويسجل ويحتفظ ويبحث ويتعامل مع الفن الدنماركي والأجنبي الذي يرجع تاريخه إلى القرن الرابع عشر حتى يومنا هذا.

## المجموعات
تشكل مجموعات المتحف ما يقرب من 9000 لوحة ومنحوتة، وحوالي 240.000 عمل فني على الورق بالإضافة إلى أكثر من 2600 قالب من الجبس من العصور القديمة والعصور الوسطى وعصر النهضة. تأتي معظم القطع القديمة من المجموعة الملكية الدنماركية. من المتوقع إتاحة حوالي 40.000 قطعة من المجموعات عبر الإنترنت بحلول عام 2020.

### الفن الأوروبي 1300 – 1800
عرض الفن الأوروبي 1300 – 1800 عبارة عن مجموعة شاملة من الفن على مدى 500 عام، ويضم أعمالًا لمانتيجنا وكرانش وتيتيان وروبنز ورامبرانت. ينتشر الفن على ثلاث عشرة غرفة، وهو أقدم مجموعة فنية في الدنمارك، مع التركيز بشكل خاص على القطع الدنماركية والهولندية والفلمنكية والإيطالية والفرنسية والإسبانية والألمانية. 

### الفن الدنماركي والشمالي 1750 – 1900
يرسم الفن الدنماركي والفن الاسكندنافي 1750-1900 الرسم البياني للفن الاسكندنافي من بدايات الرسم الدنماركي حتى «العصر الذهبي» حتى ولادة الحداثة. يعرض أكثر من 400 عمل من خلال 24 صالة عرض. ويتميز العمل نيكولاي أبيلدجارد، كريستوفر فيلهلم إكرسبيرج، كوبكي، وفيلهلم هامرشوي.

### الفن الفرنسي 1900 – 1930
اكتسب متحف ستاتينز للفنون مجموعته الفنية الفرنسية الحديثة في عام 1928 عندما تبرع بها الجامع الراحل يوهانس رامب. تضم هذه المجموعة بعضًا من أشهر قطع المتحف من فنانين مثل ماتيس وبيكاسو وديرين وبراك. تم عرض المجموعة لأول مرة على متحف ستاتينز للفنون من قبل رامب في عام 1923، ولكن تم رفضها من قبل المخرج كارل مادسن، لأنه لم يعتقد أنها عالية الجودة بما فيه الكفاية.

### الفن الدنماركي والعالمي بعد عام 1900
تقع هذه المجموعة في القرنين العشرين والحادي والعشرين في ملحق المتحف لعام 1993، وتركز بشكل أساسي على أهم أمثلة الفن الدنماركي الحديث. يعمل ممر طويل من اللوحات يطل على منتزه أوستر أنليج كنظرة عامة كرونولوجية للعمل من هذه الفترة، بينما تركز المعارض الأصغر على فنانين أو حركات محددة.

### المجموعة الملكية لفن الجرافيك
تحتوي المجموعة الملكية لفن الجرافيك على أكثر من 240.000 عمل: مطبوعات نحاسية ورسومات وحفر وألوان مائية وأعمال ليثوغرافية وأنواع أخرى من الفن على الورق، يعود تاريخها إلى القرن الخامس عشر وحتى يومنا هذا. تم إنشاء بدايات هذه المجموعة في وقت قريب من كريستيان الثاني. يقول الرسام الألماني ألبريشت دورر في مذكراته من عام 1521 إنه أعطى الملك «أفضل القطع من بين كل مطبوعاتي».
في عام 1843، تم عرض الأعمال المختلفة، التي كانت حتى الآن مجموعة خاصة للملك، للجمهور. تم نقله بعد ذلك إلى متحف ستاتينز للكونست عندما اكتمل بناء المبنى الأول في عام 1896، جنبًا إلى جنب مع المجموعة الملكية للوحات ومجموعة رويال كاست.
على الرغم من أن الأوراق تحتوي على عدد كبير من الأعمال الأجنبية، إلا أن الفن الدنماركي يشكل الجزء الرئيسي من المجموعة. هذه المجموعة مفتوحة للجمهور من خلال غرفة الطباعة، ويجب حجز الدخول إليها مسبقًا قبل الوصول.

### مجموعة رويال كاست

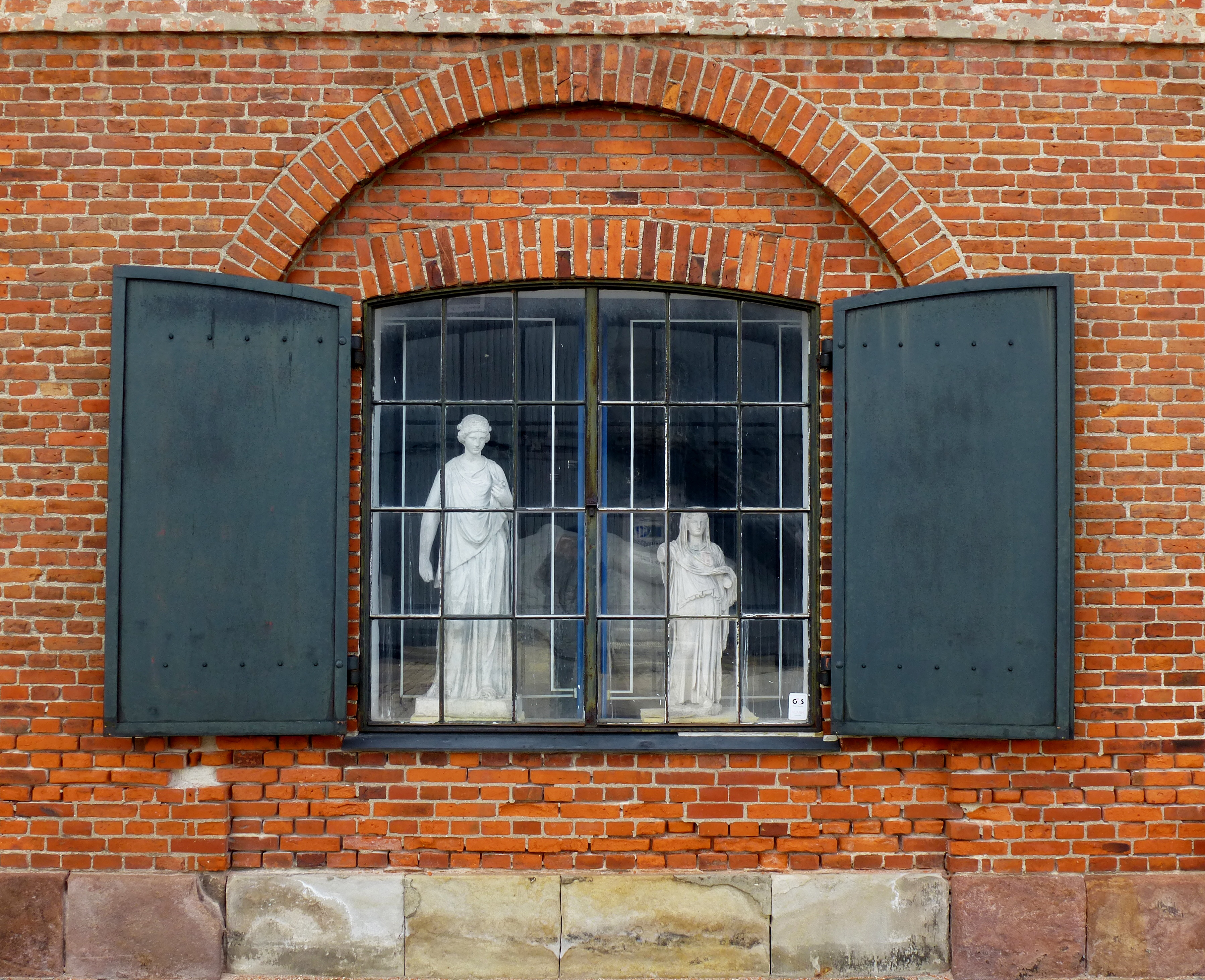
نافذة في مستودع الهند الغربية

تُقام مجموعة مجموعة رويال كاست في فيستنديسك باخومس، تولدبوديجاد 40، بين تمثال حورية البحر الصغيرة ونيهافن في كوبنهاغن. وهي تتألف من أكثر من 2000 قالب جبس عاري من التماثيل والنقوش من المجموعات والمتاحف والمعابد والكنائس والأماكن العامة في جميع أنحاء العالم، من العصور القديمة إلى عصر النهضة. مجموعة الممثلين الملكي مفتوحة فقط للمناسبات الخاصة. عُرض الفن لأول مرة في عام 1895 بهدف اطلاع الزوار على تطور تمثيلات الشكل البشري بمرور الوقت بالتوازي مع الوعي الاجتماعي والسياسي والجمالي المتزايد في العالم الغربي.
في بداية الحرب العالمية الثانية، أصبح فن العصور القديمة غير عصري بشكل متزايد، مرتبطًا بتقاليد فنية قديمة. في عام 1966، عندما أصبح الفن التجريدي أكثر شيوعًا، تمت إزالة مجموعة مجموعة رويال كاست إلى حظيرة خارج كوبنهاغن للتخزين ولم يتم إحياؤها إلا في عام 1984 عندما تم نقلها إلى مستودع غرب الهند

## التاريخ

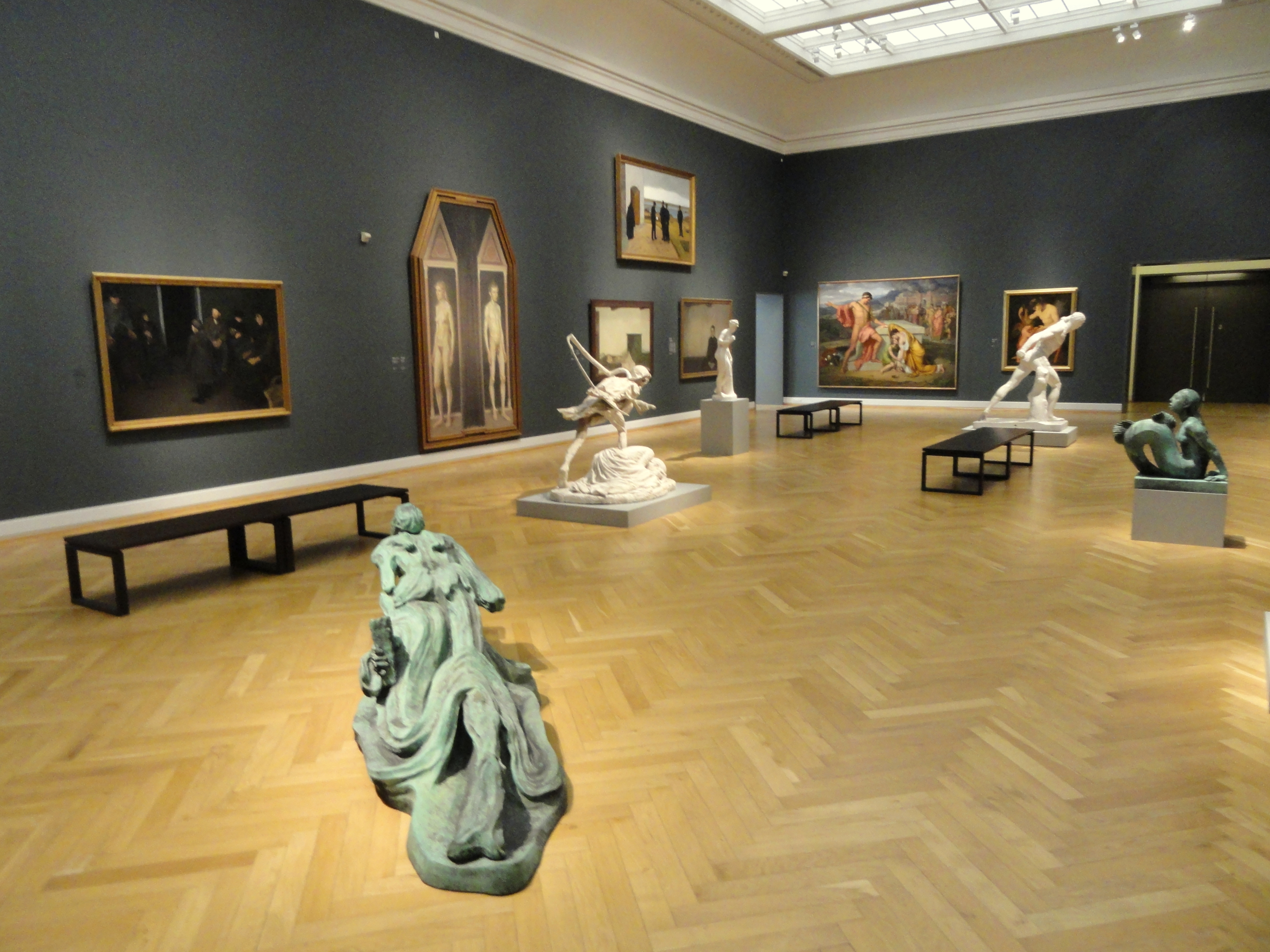
الداخلية - متحف ستاتينز للكونست

نشأت مجموعات المعرض الوطني الدنماركي في غرفة الفن (بالدنماركية: Kunstkammeret)‏ من الملوك الدنماركيين. عندما أصبح الألماني غيرهارد موريل حارس غرفة الفن لفريدريك الخامس حوالي عام 1750، اقترح أن ينشئ الملك مجموعة منفصلة من اللوحات. للتأكد من أن المجموعة لم تكن أدنى من تلك الموجودة في المنازل الملكية الأوروبية الأخرى والتعدادات المحلية، أجرى الملك عمليات شراء واسعة النطاق للوحات الإيطالية والهولندية والألمانية. أصبحت المجموعة مزودة بشكل خاص بالفن الفلمنكي والهولندي. كان أهم عملية شراء خلال فترة موريل كحارس هو المسيح باعتباره الفادي المعاناة من قبل أندريا مانتيجنا. تم إيواء «معرض الصور الملكي» (المعرض الفني الملكي) في قصر كريستيانسبورج حتى عام 1884 عندما احترقت القلعة. لم يكن لهذا الفن موطن جديد إلا بعد افتتاح المتحف في عام 1896.
منذ ذلك الحين تم إجراء مجموعة كبيرة ومتنوعة من عمليات الشراء. خلال القرن التاسع عشر، كانت الأعمال حصرية لفنانين دنماركيين، ولهذا السبب يمتلك المتحف مجموعة لا مثيل لها من اللوحات من ما يسمى بالعصر الذهبي الدنماركي. كانت قدرة الدولة على إنتاج صور ذات جودة فنية عالية شيئًا جديدًا، ونتيجة لتأسيس الأكاديمية الملكية الدنماركية للفنون الجميلة عام 1754.

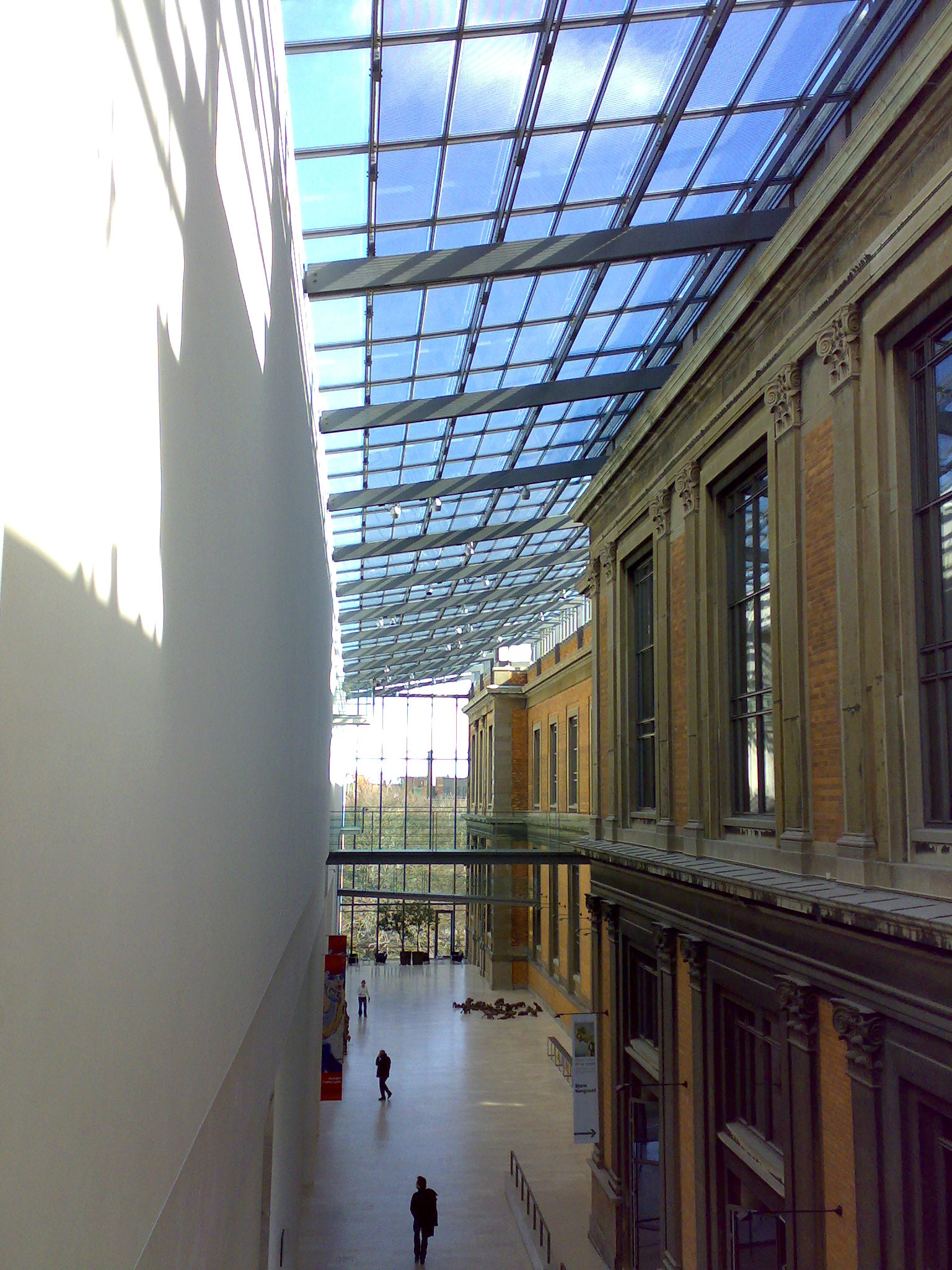
لقاء المباني القديمة والجديدة

في الآونة الأخيرة، تأثرت المجموعة بالتبرعات السخية والقروض طويلة الأجل. في عام 1928، تم التبرع بالمجموعة الكبيرة من اللوحات الفرنسية الحديثة التي رسمها يوهانس رامب إلى المتحف. تبع ذلك شراء اللوحات والنحت في التقاليد الفرنسية.

## هندسة معمارية

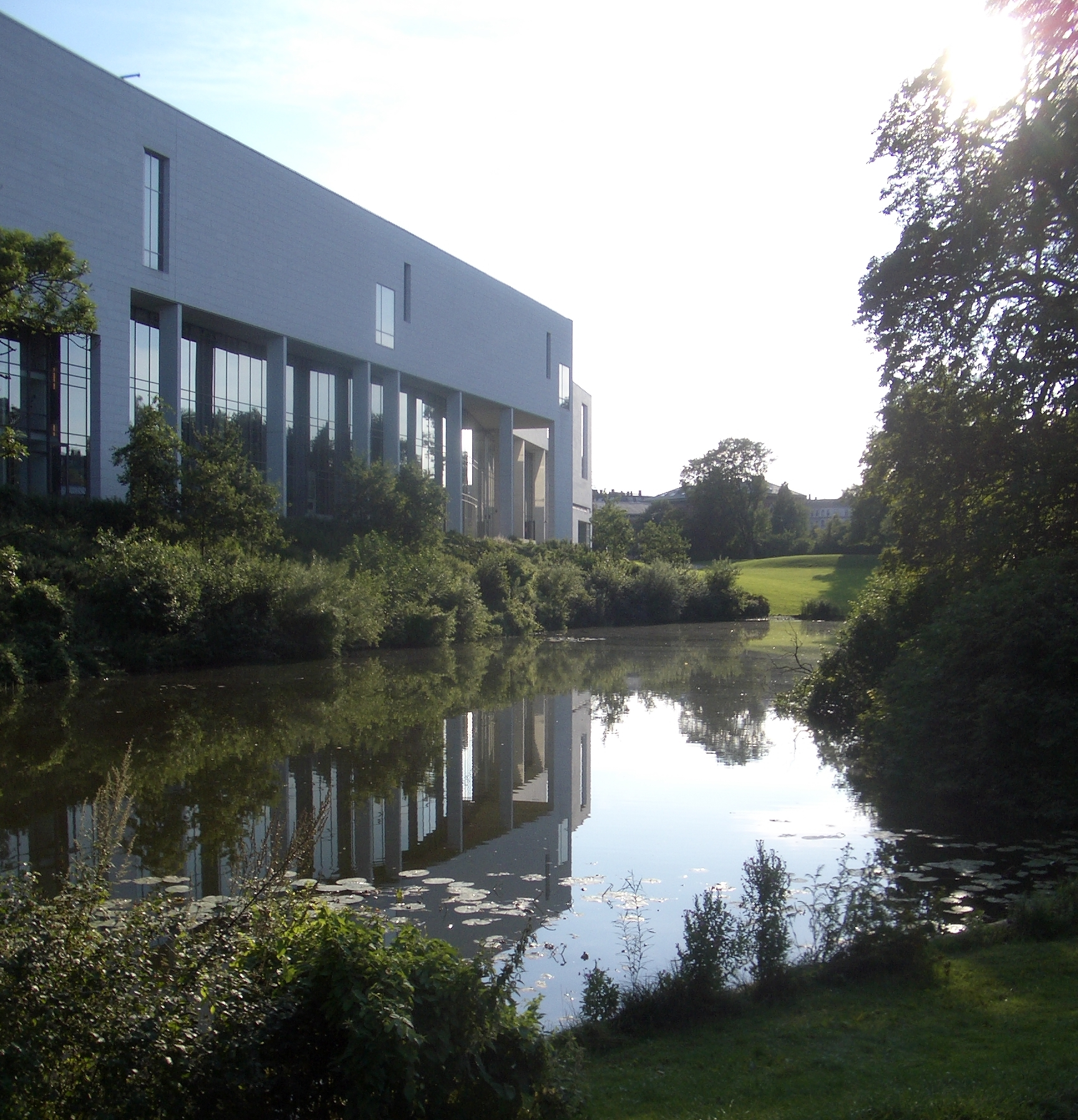
الهندسة المعمارية للواجهة الخارجية للمتحف الوطني الدنماركي: انسجام فني بين التراث والحداثة

تم تصميم مبنى المتحف الأصلي من قبل فيلهلم داهليروب وجيو مولر وبُني 1889–1896 بأسلوب إحياء النهضة الإيطالي التاريخي. 
في الجزء الخلفي من المتحف، يوجد ملحق حديث كبير صممه المعماريان آنا ماريا إندريو ومادس مولر من الشركة المعمارية مولر. تم إنشاء الملحق في عام 1998 لإيواء مجموعة واسعة من الفن الحديث. يرتبط المبنيان بممر ومسرح «شارع المن حوتات» المكسو بألواح زجاجية ويمتد على طول المتحف بالكامل ويطل على حديقة النبات الشرقي. تقام المحادثات والحفلات الموسيقية والتركيبات في هذا المجال.

## صالة عرض

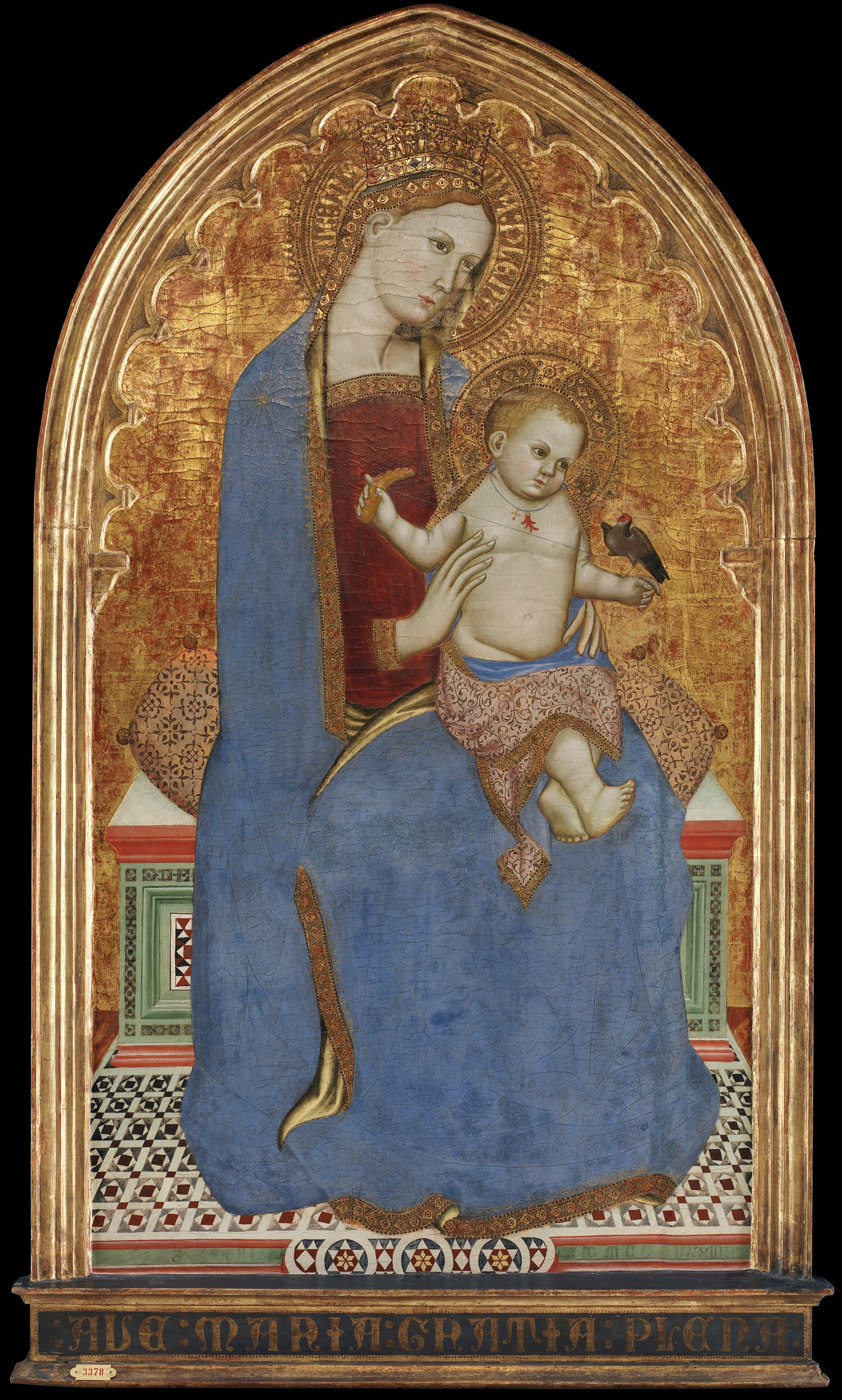
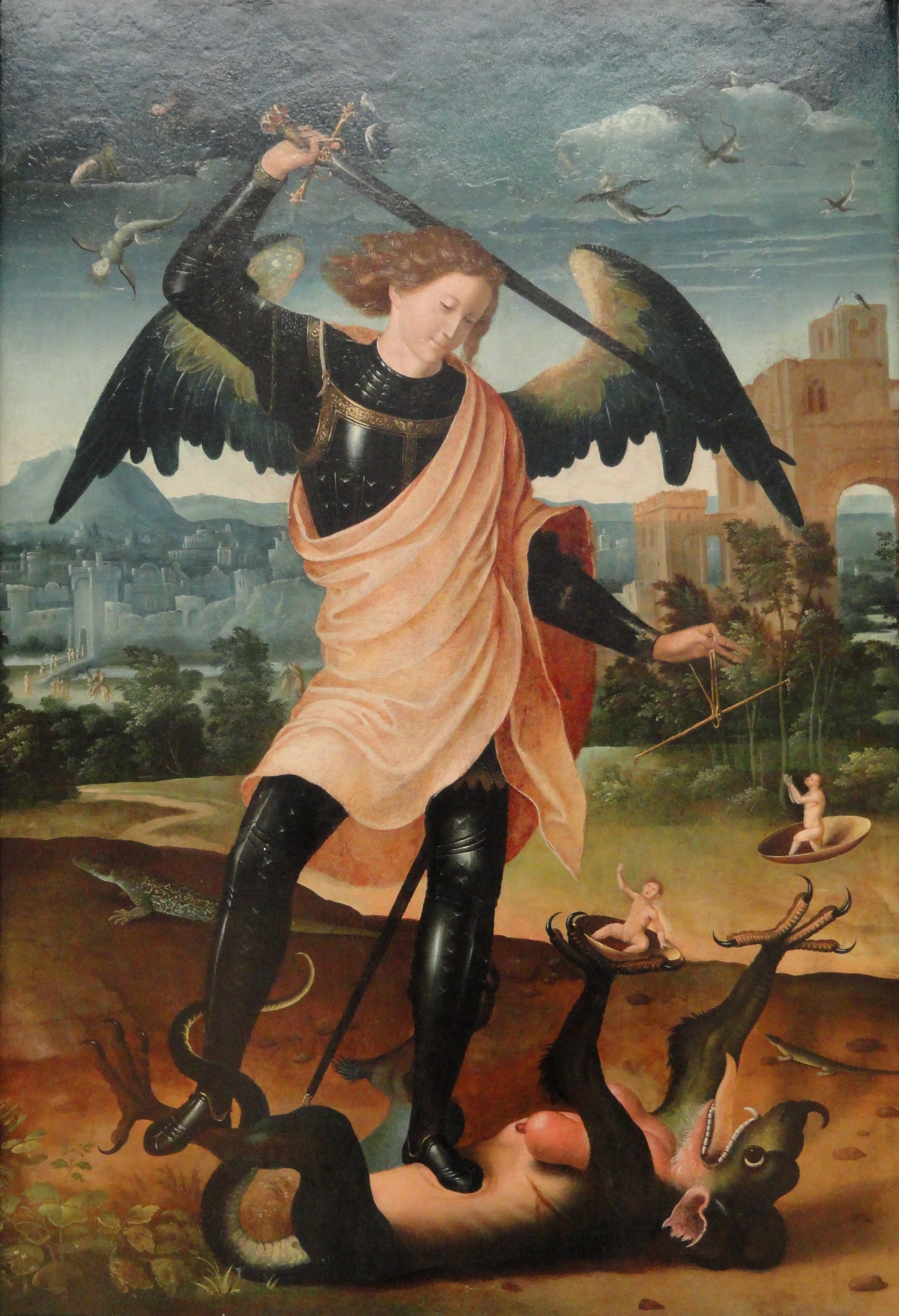
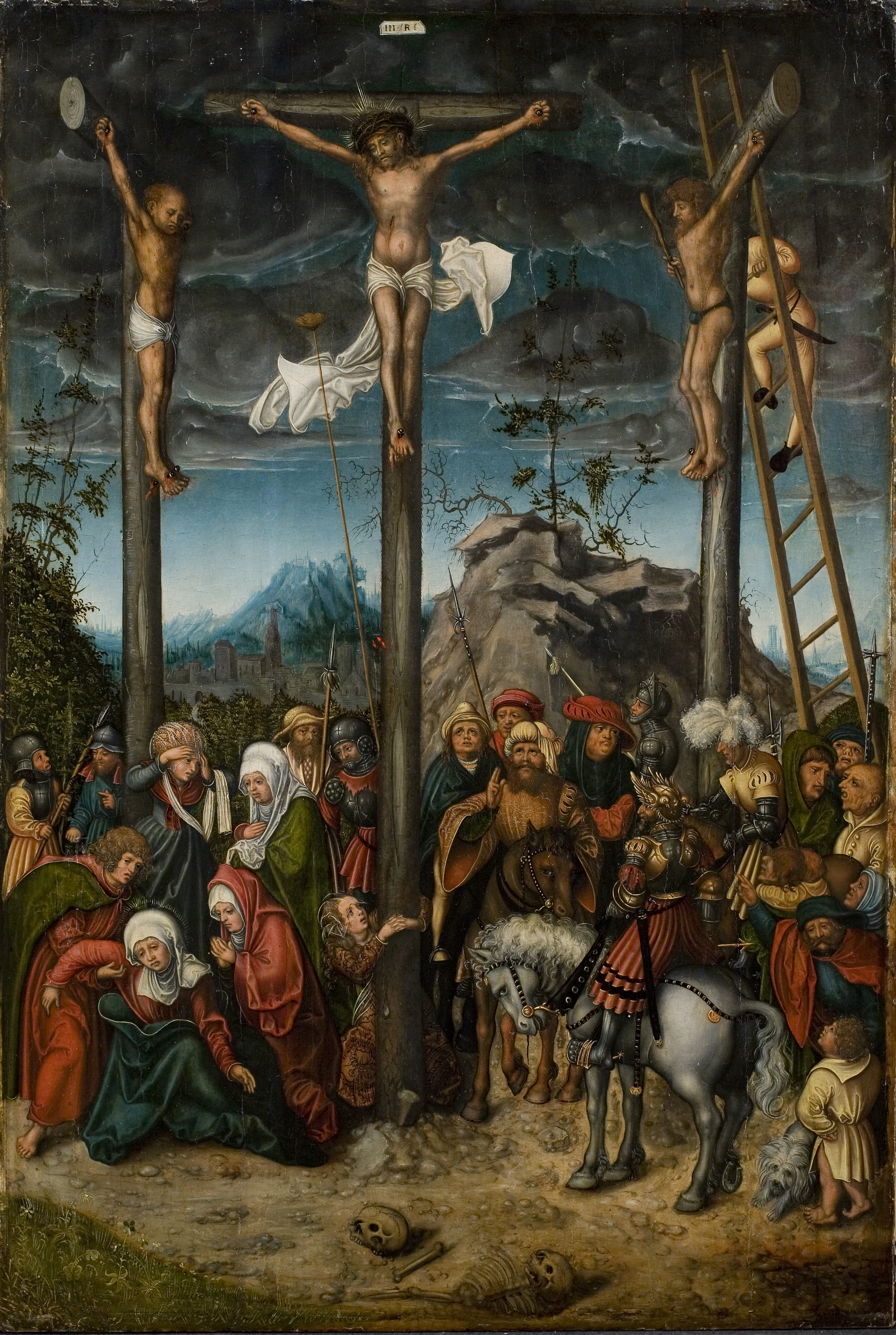
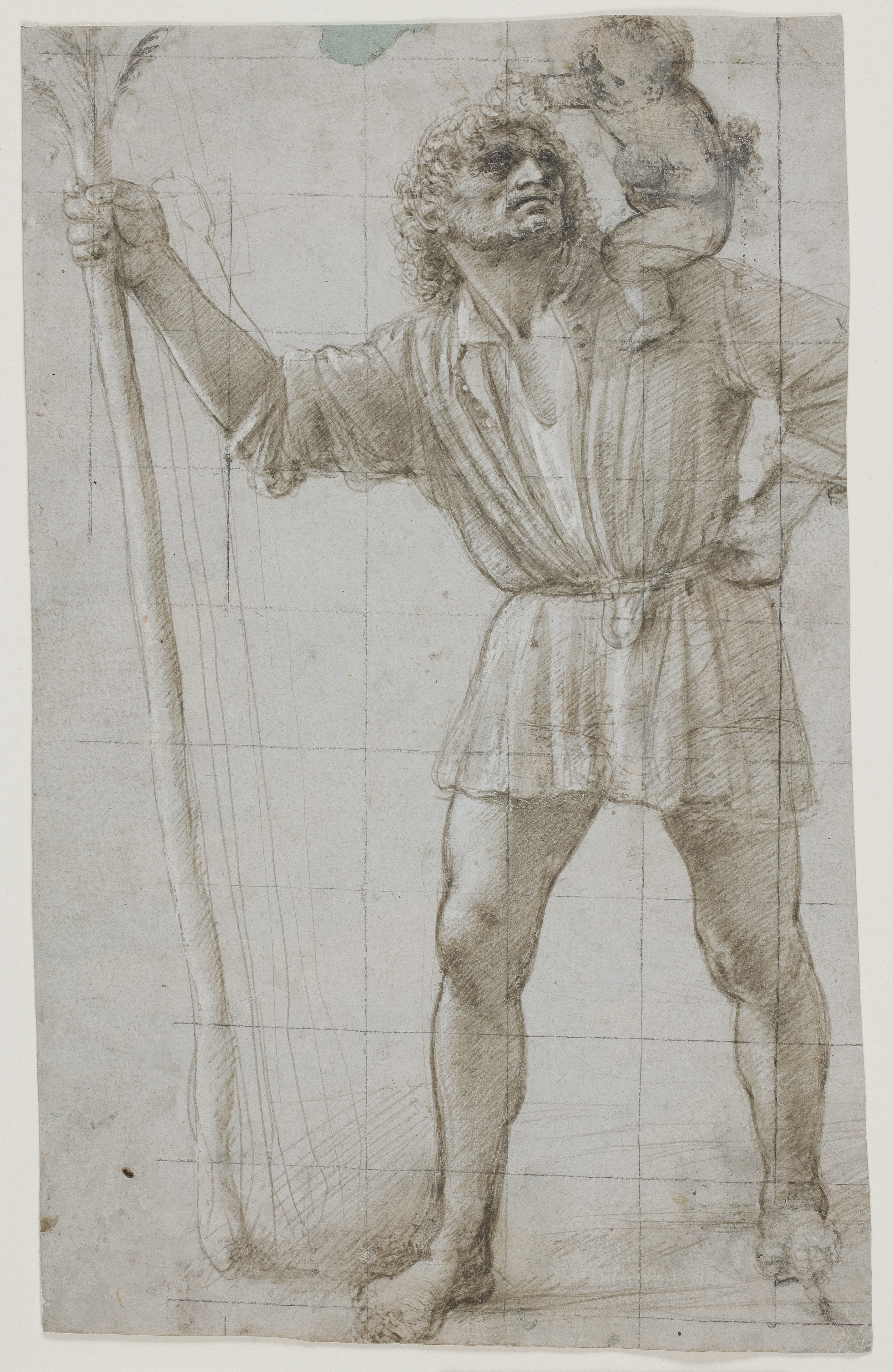
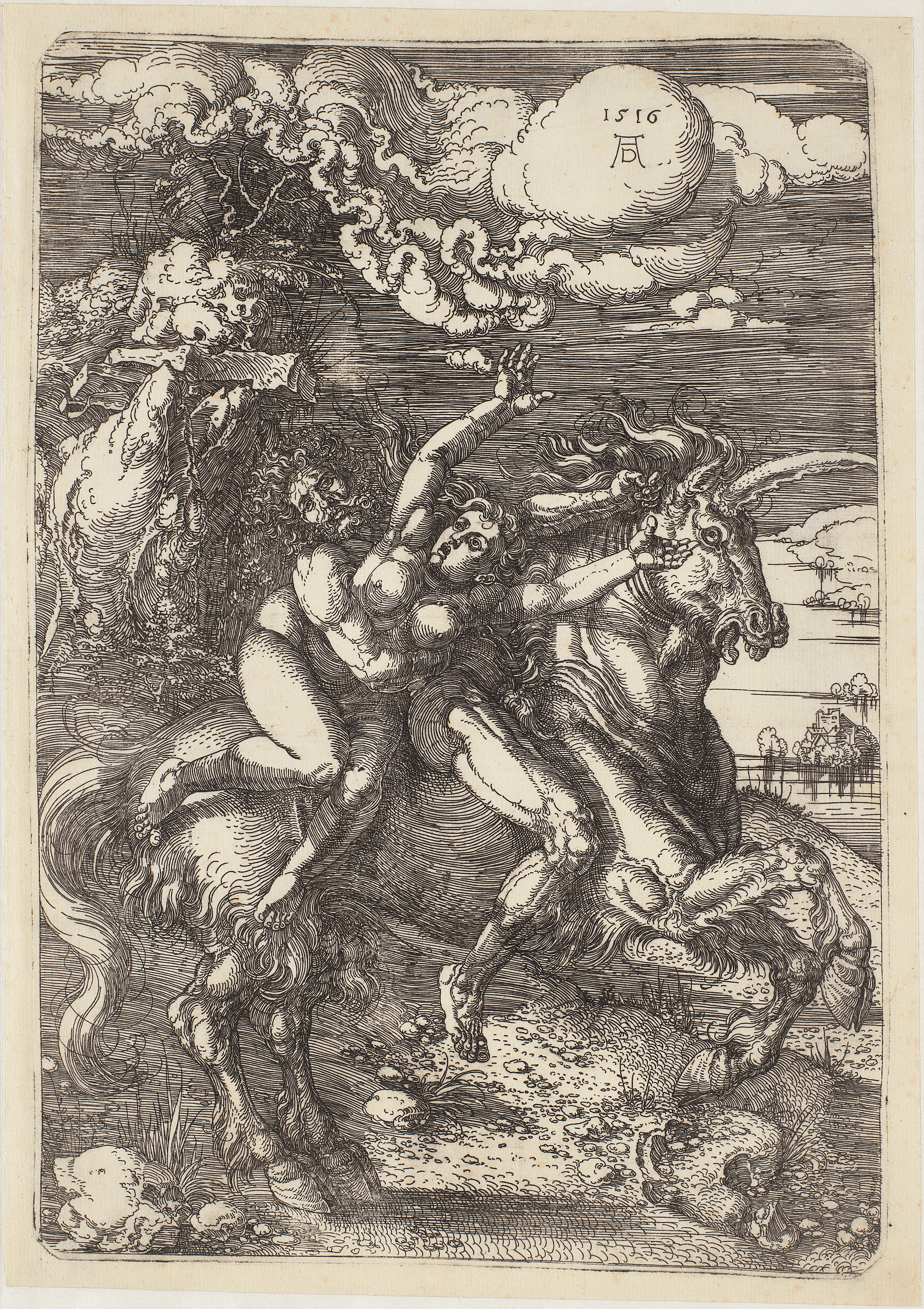
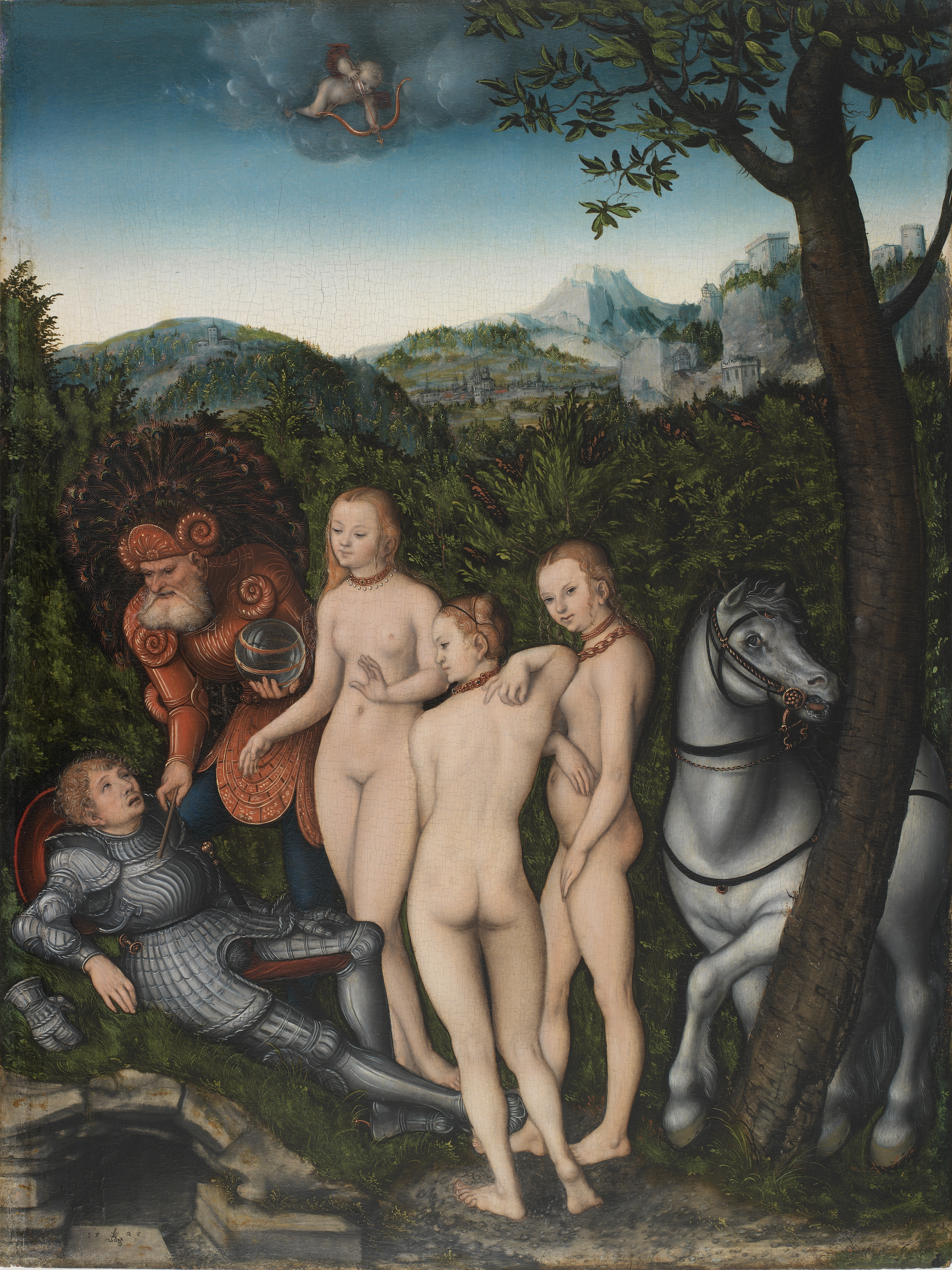
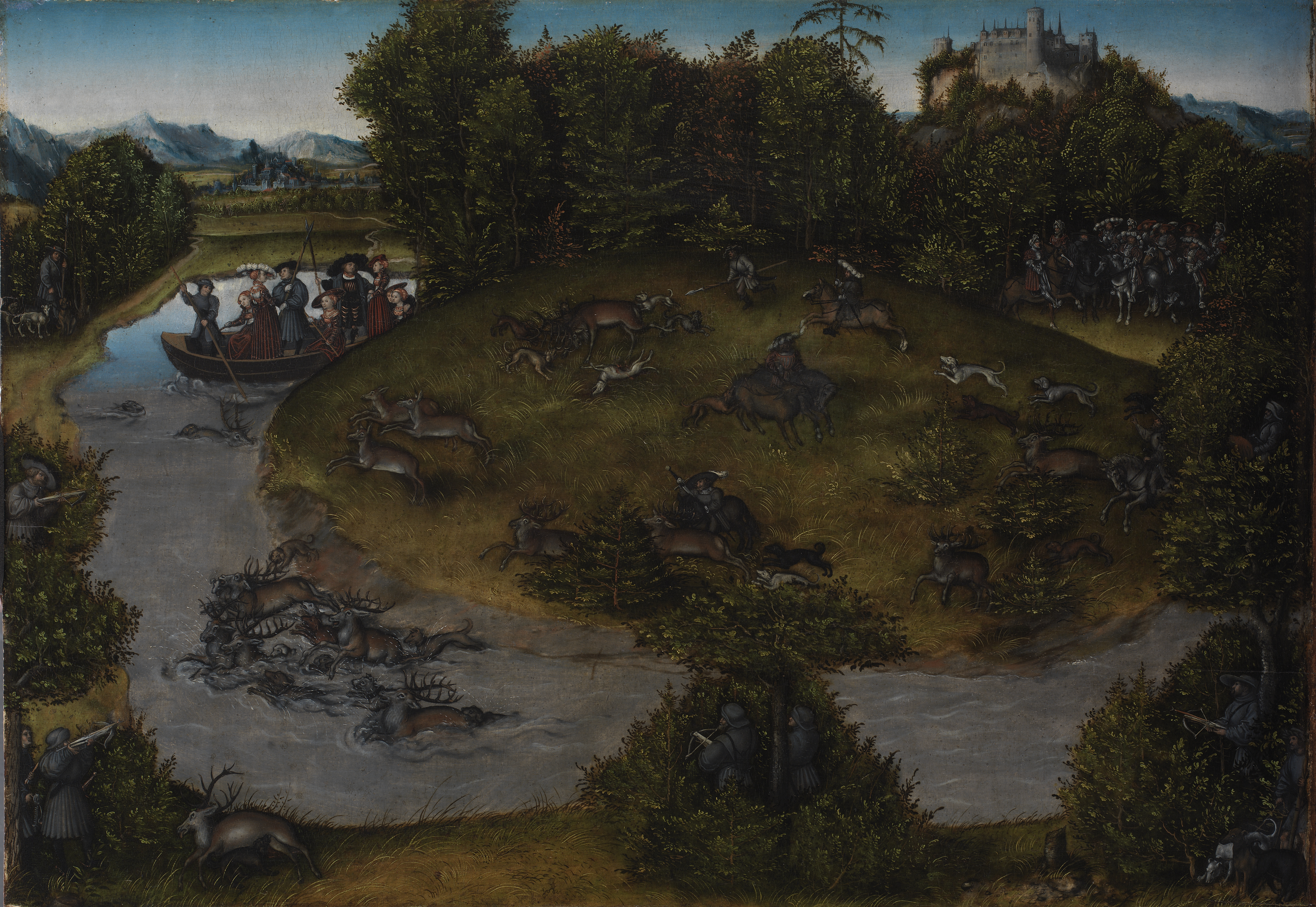
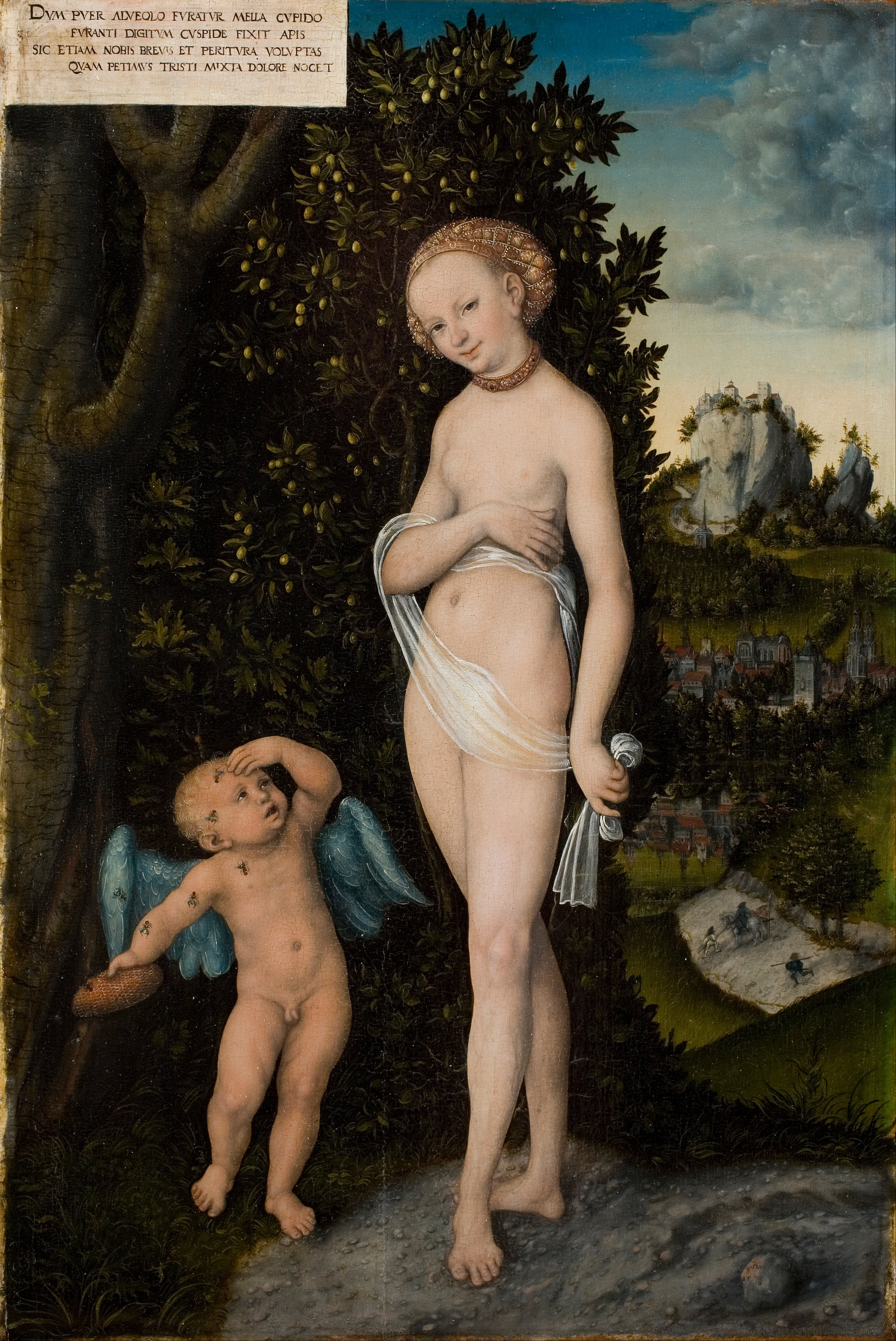
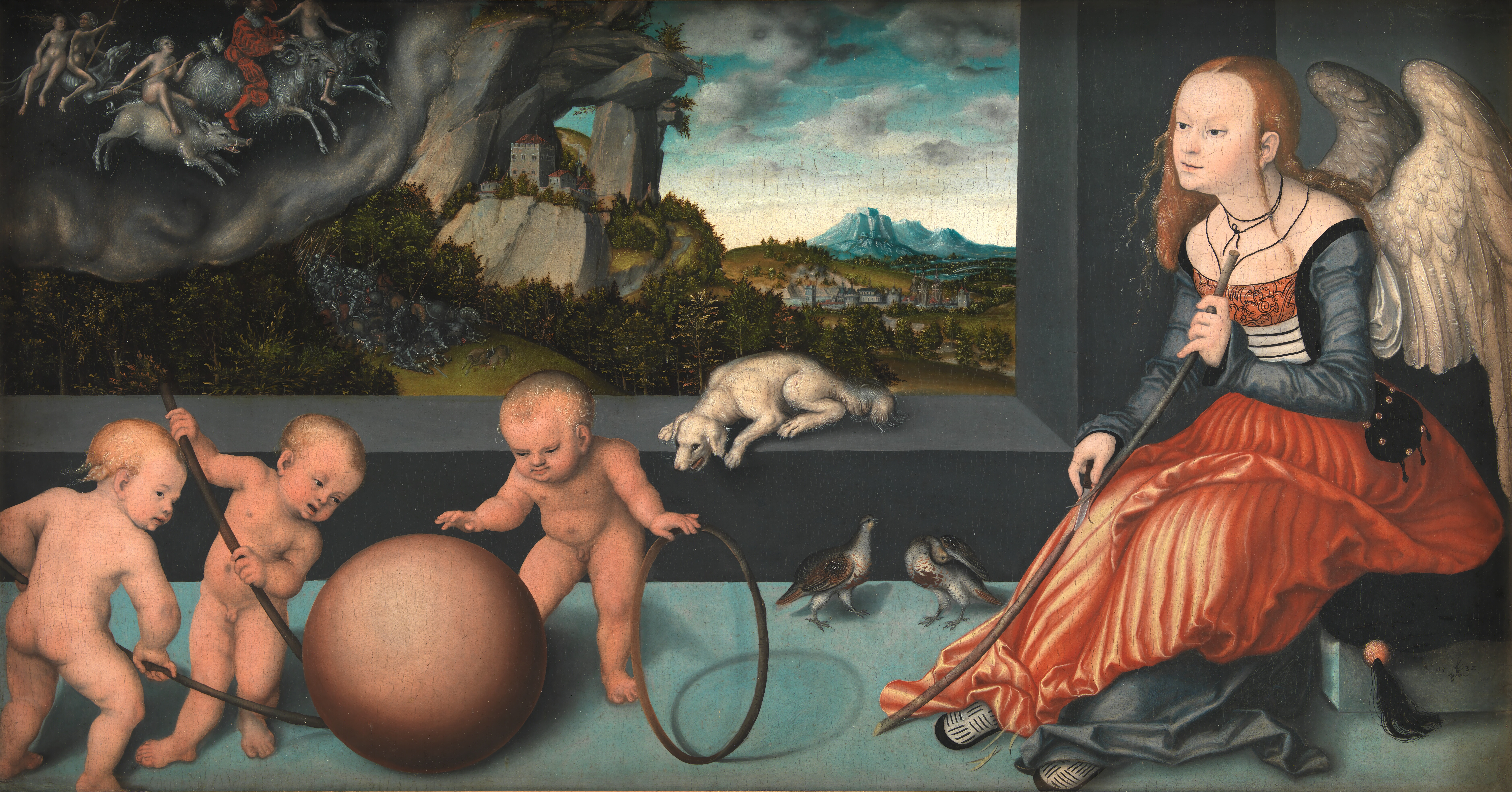
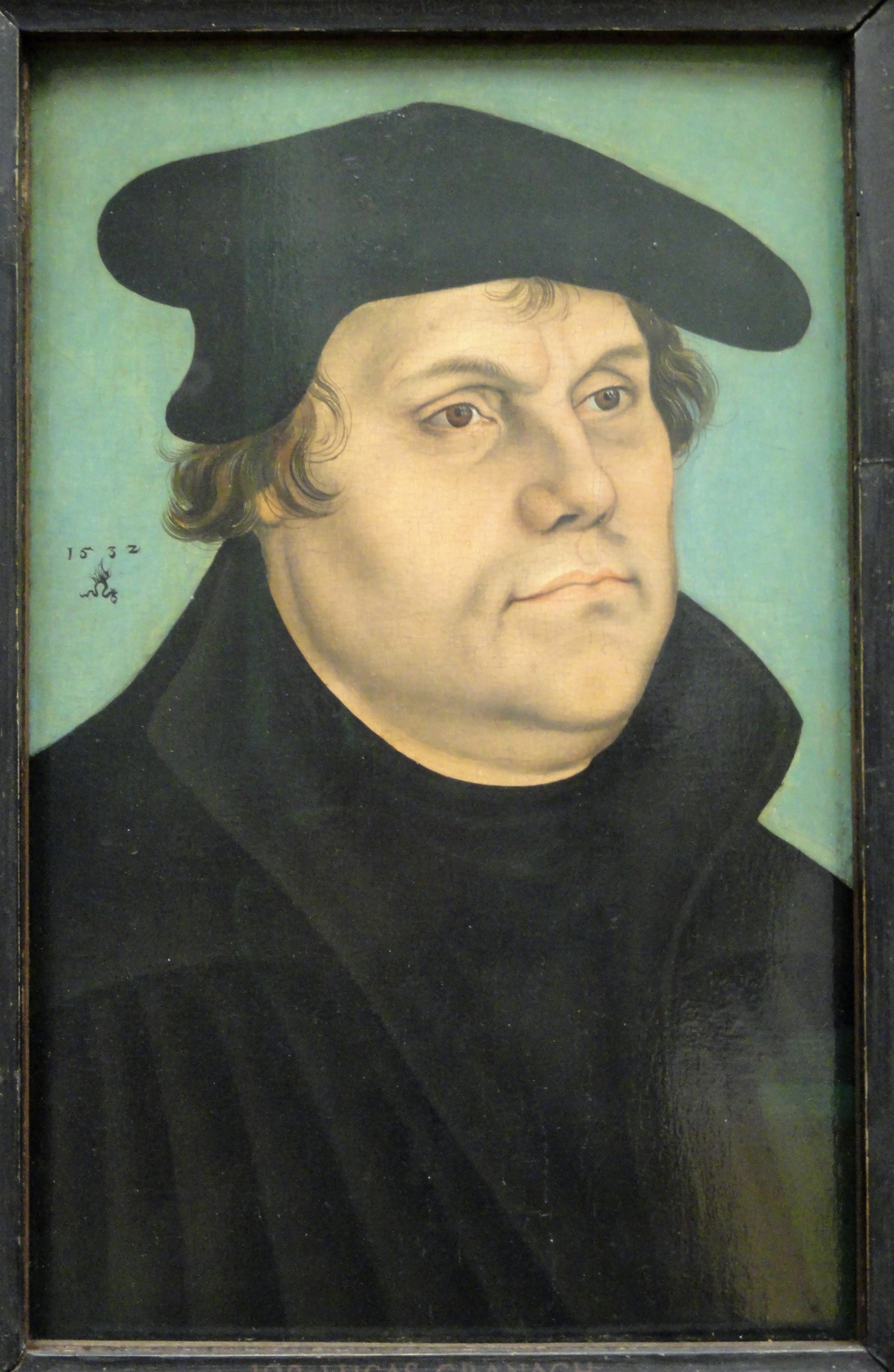
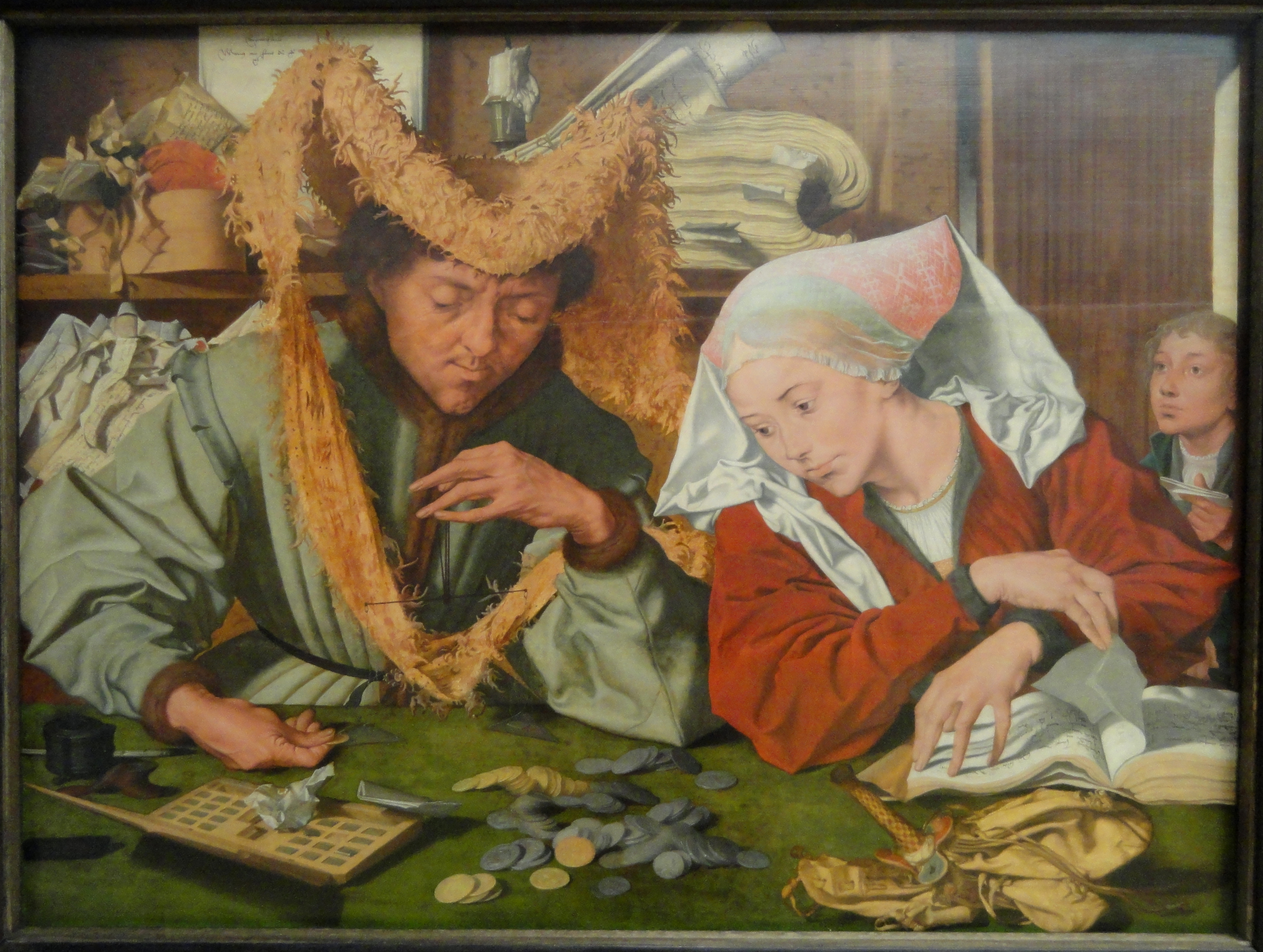
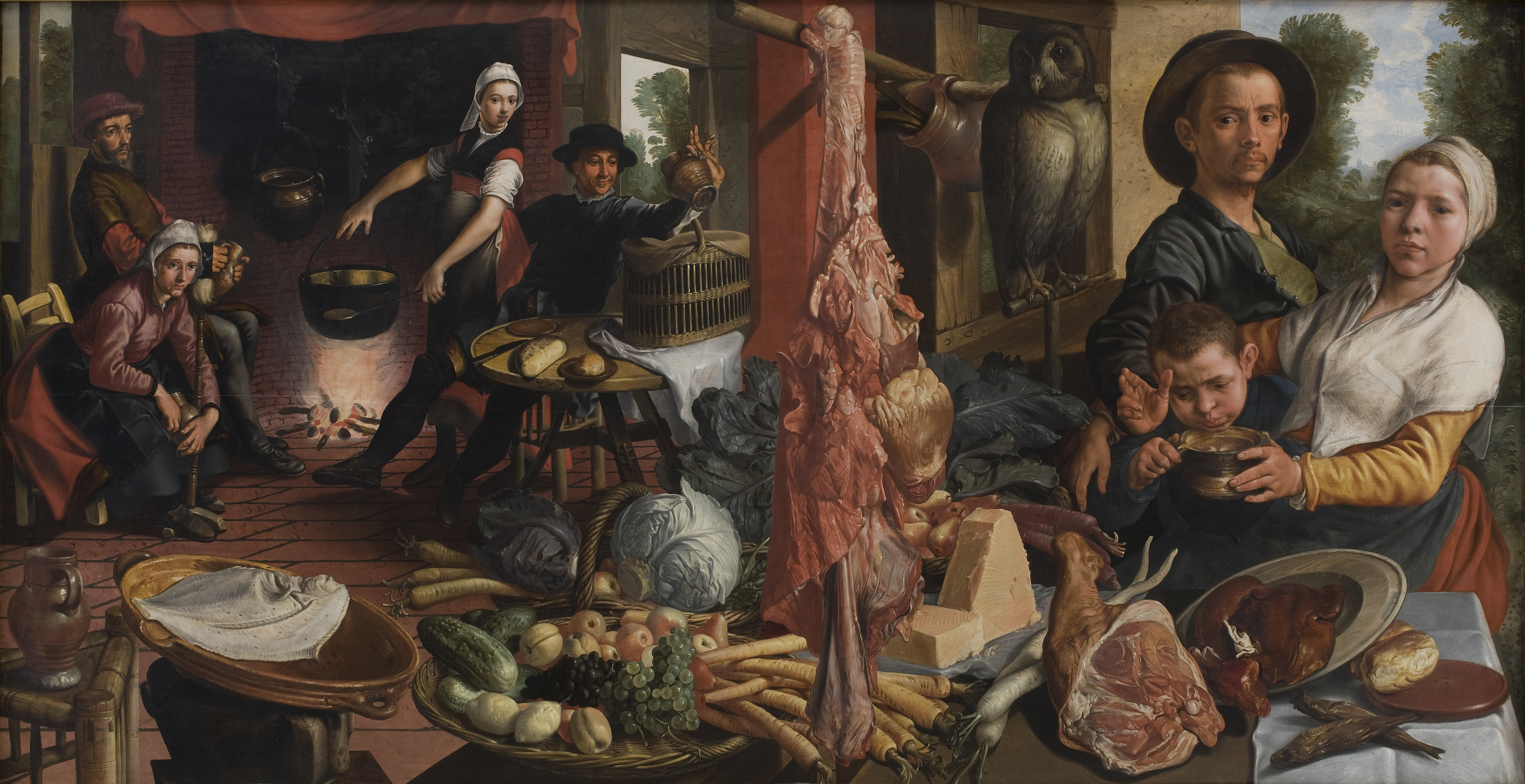
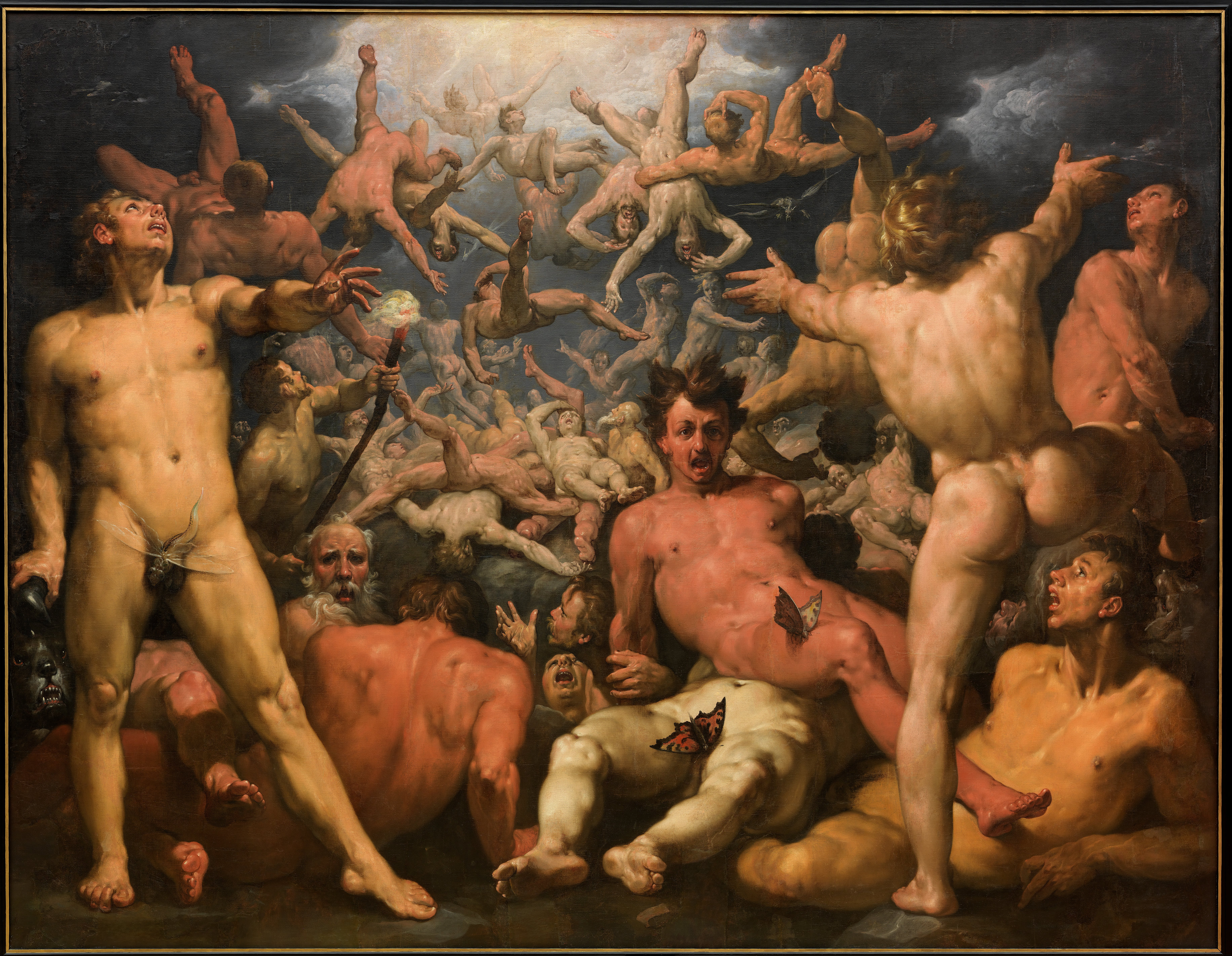
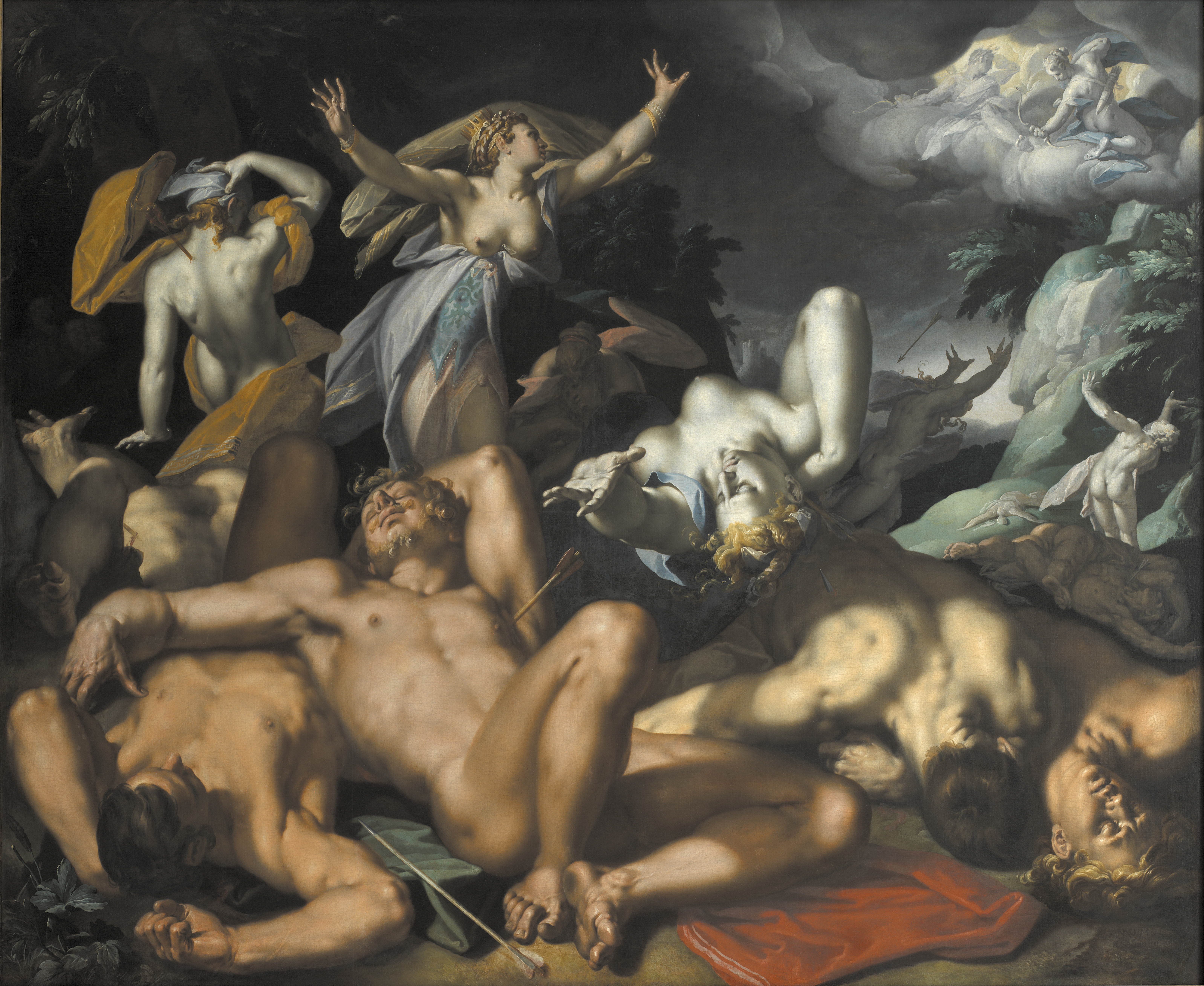
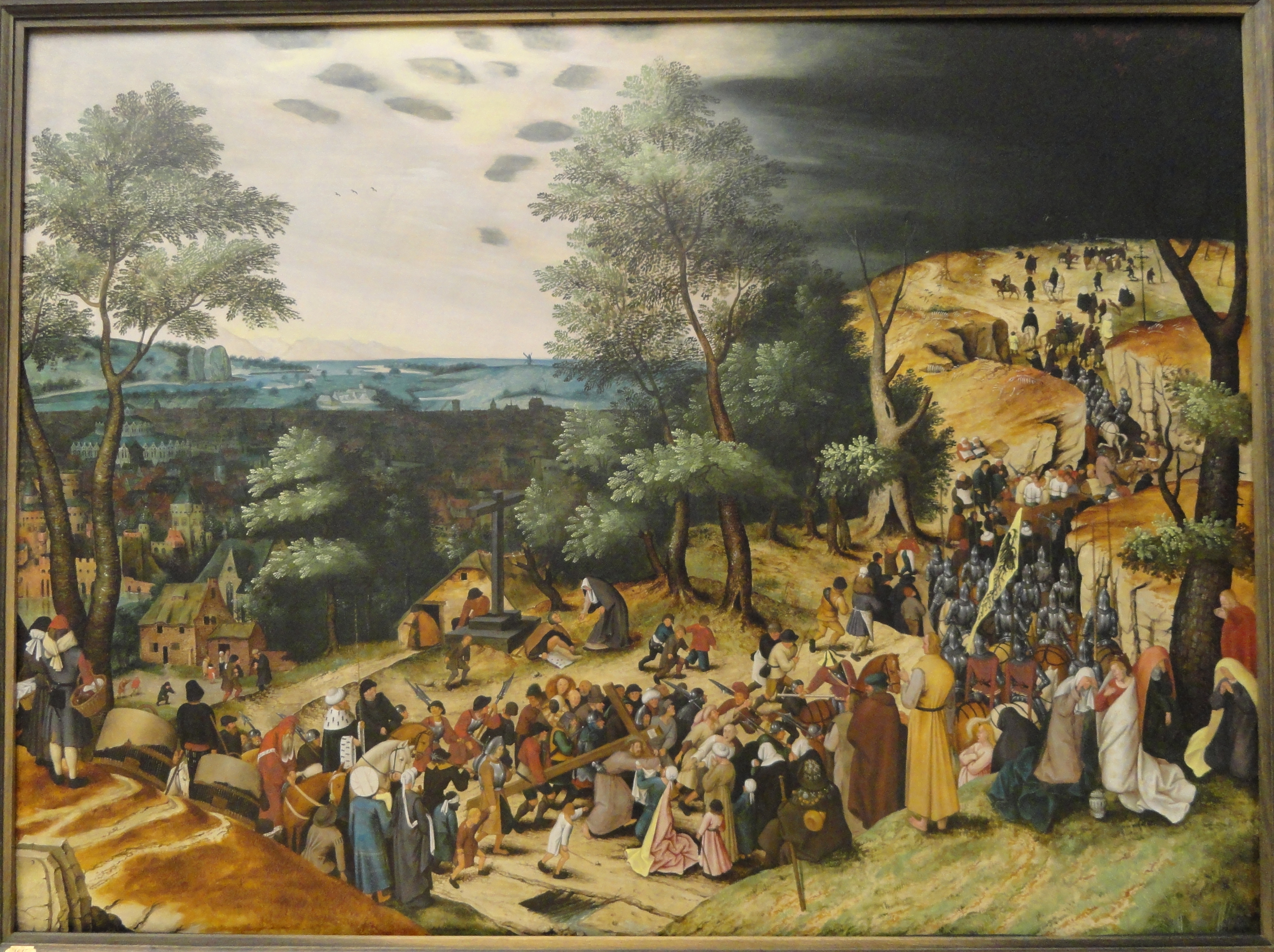
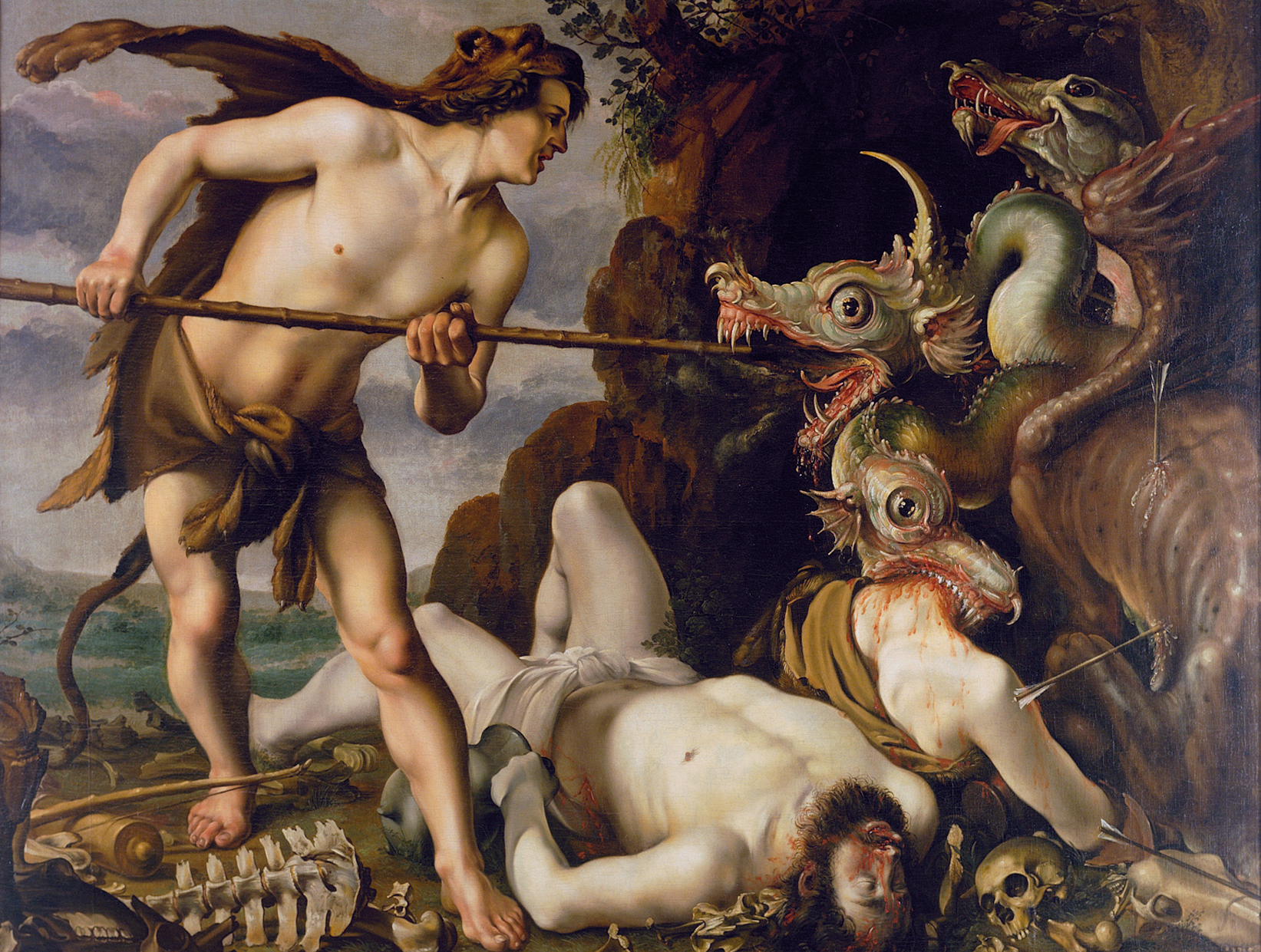
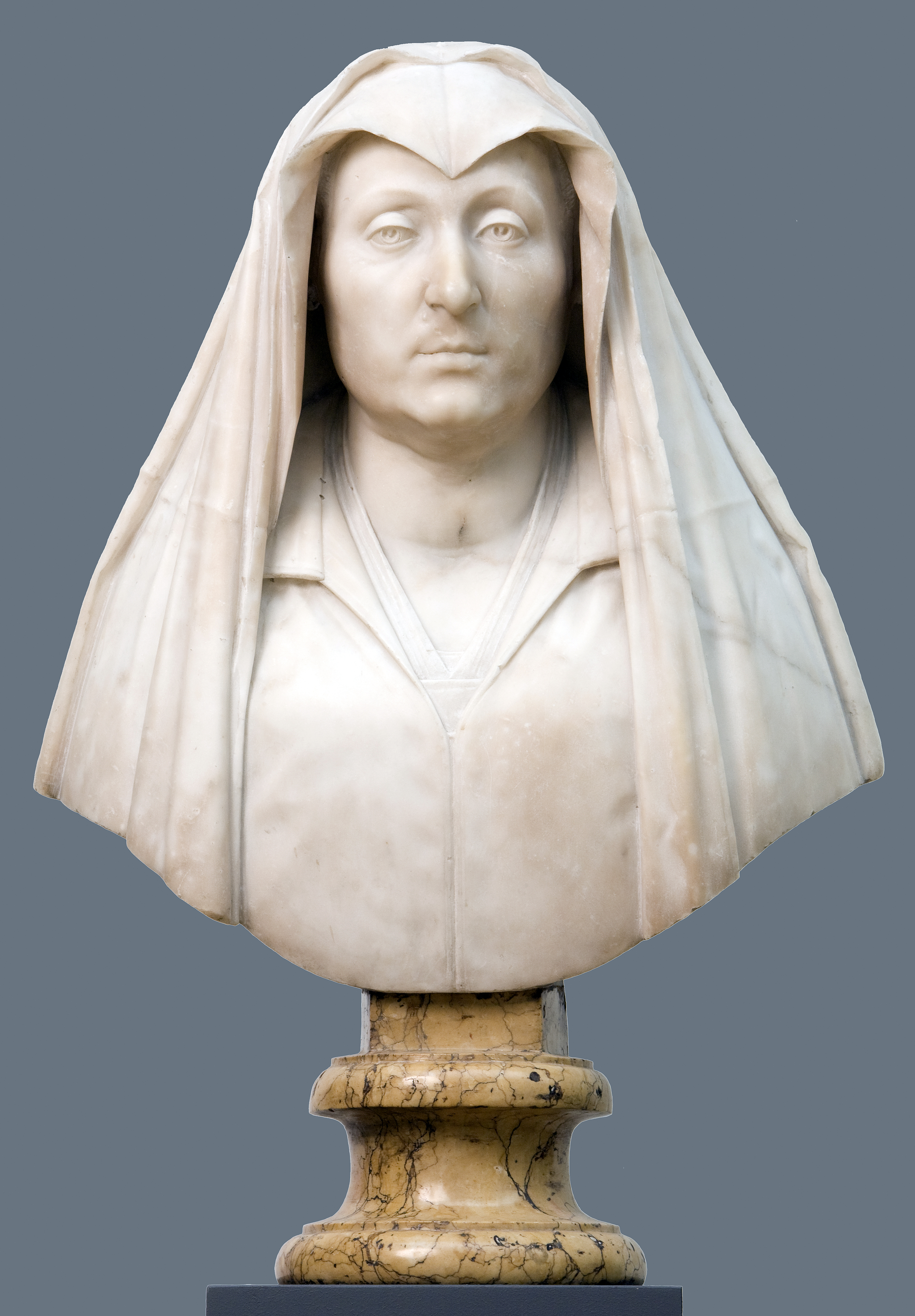
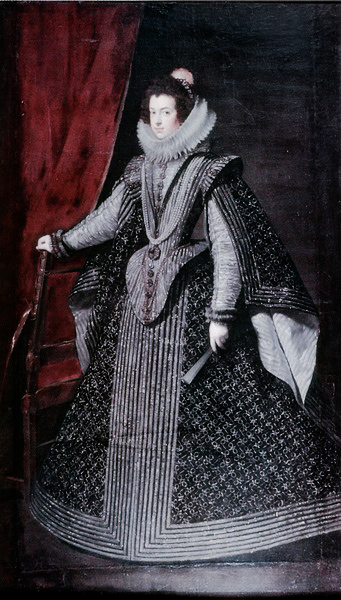
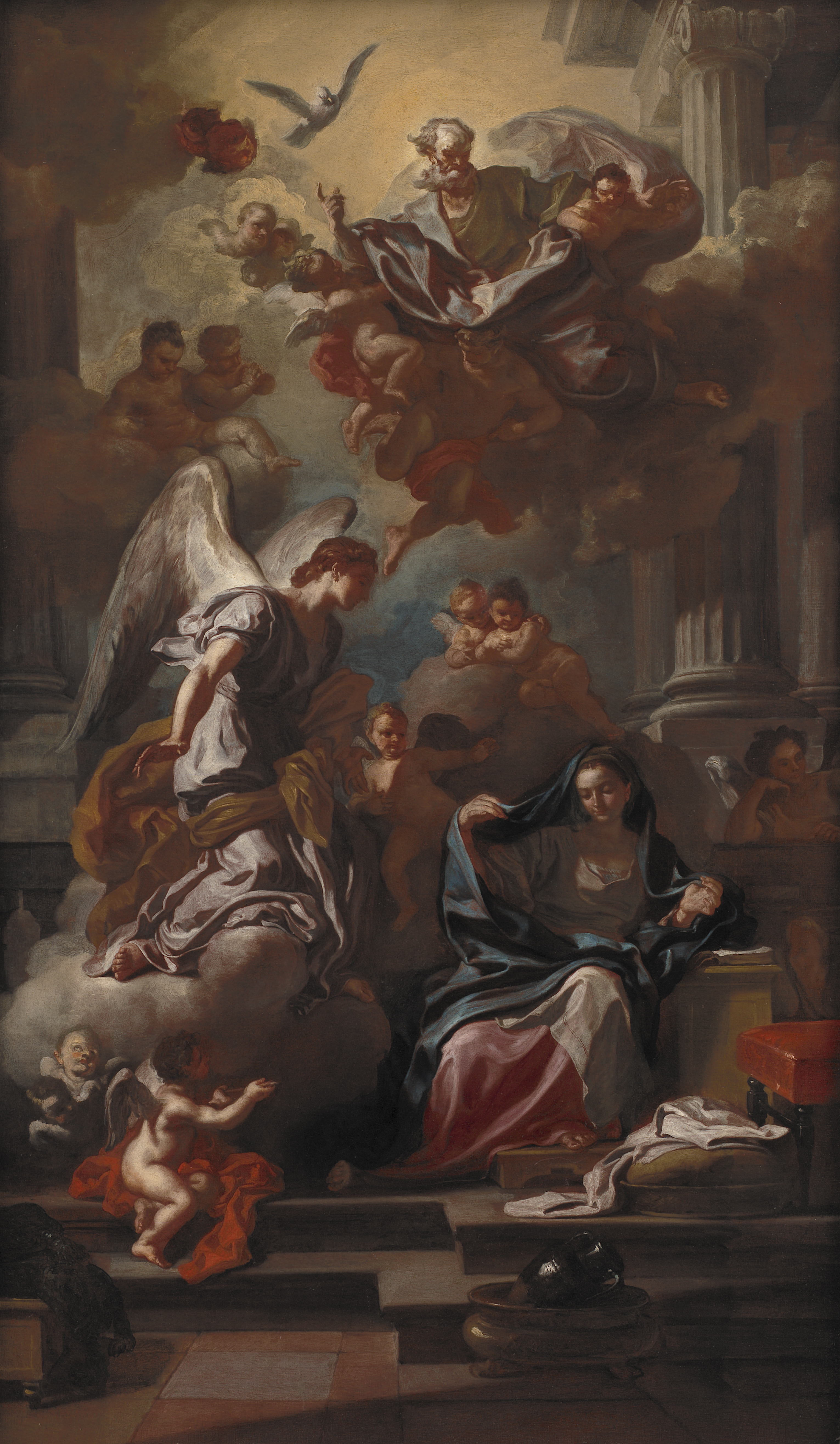
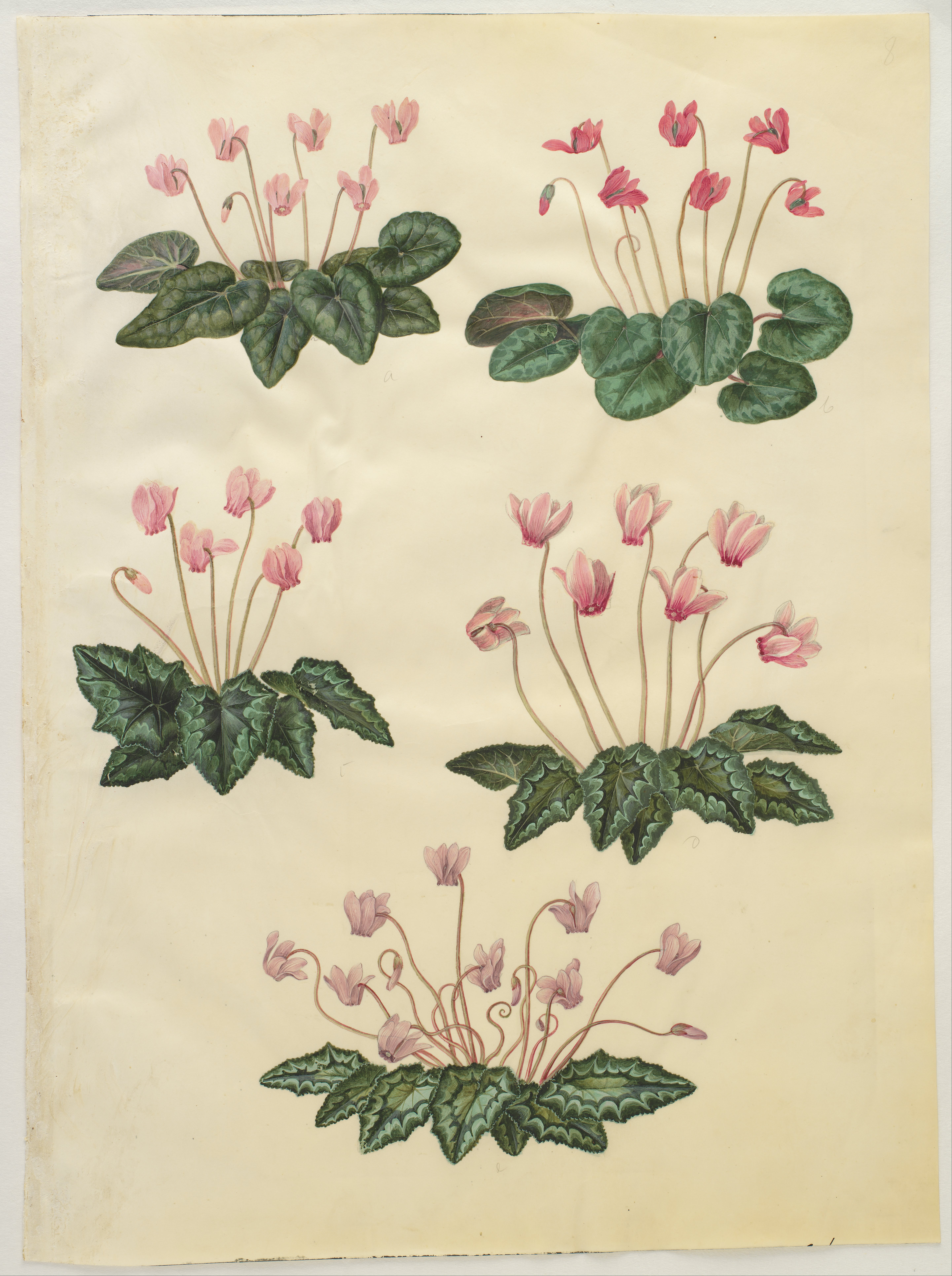
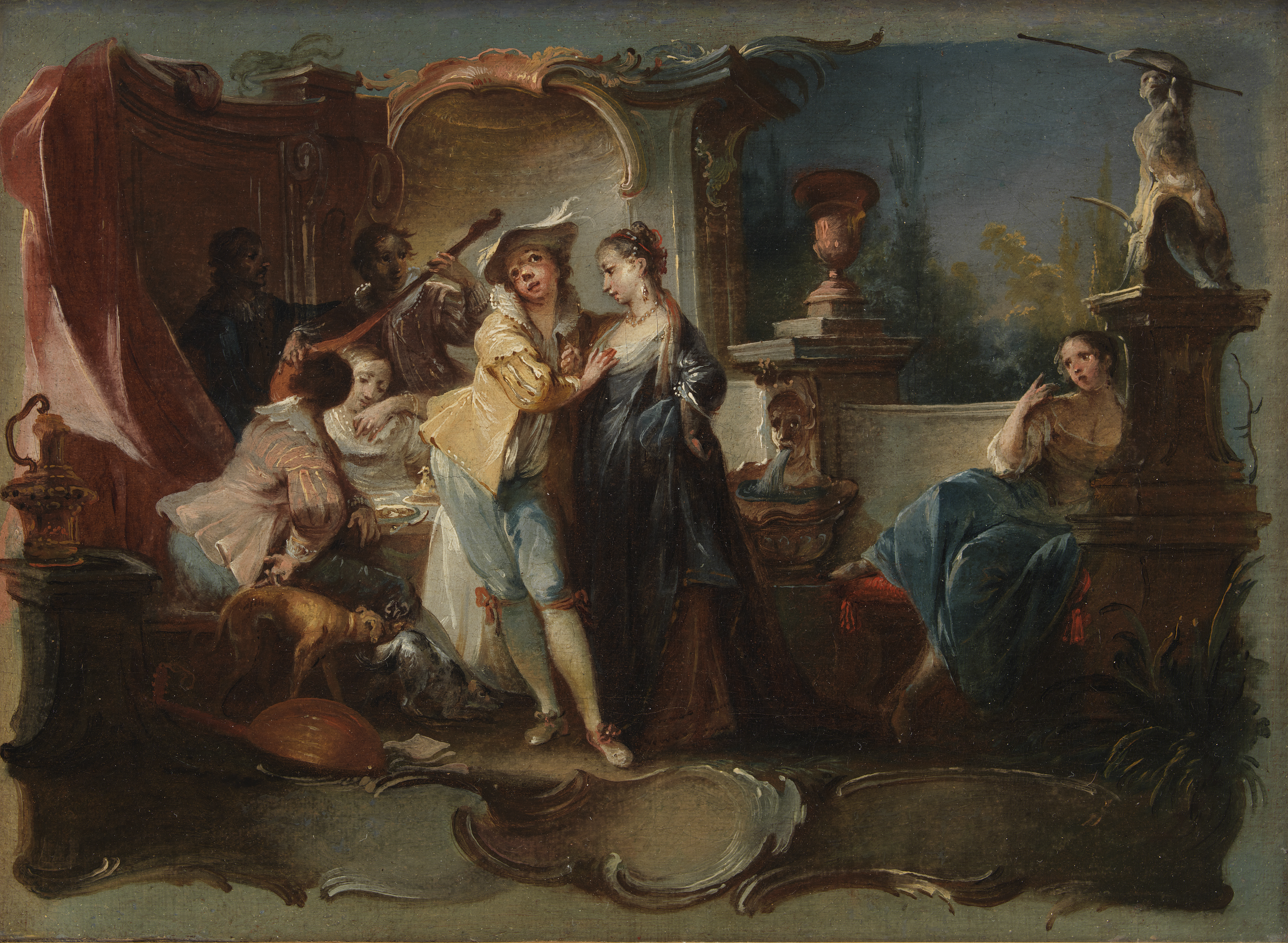
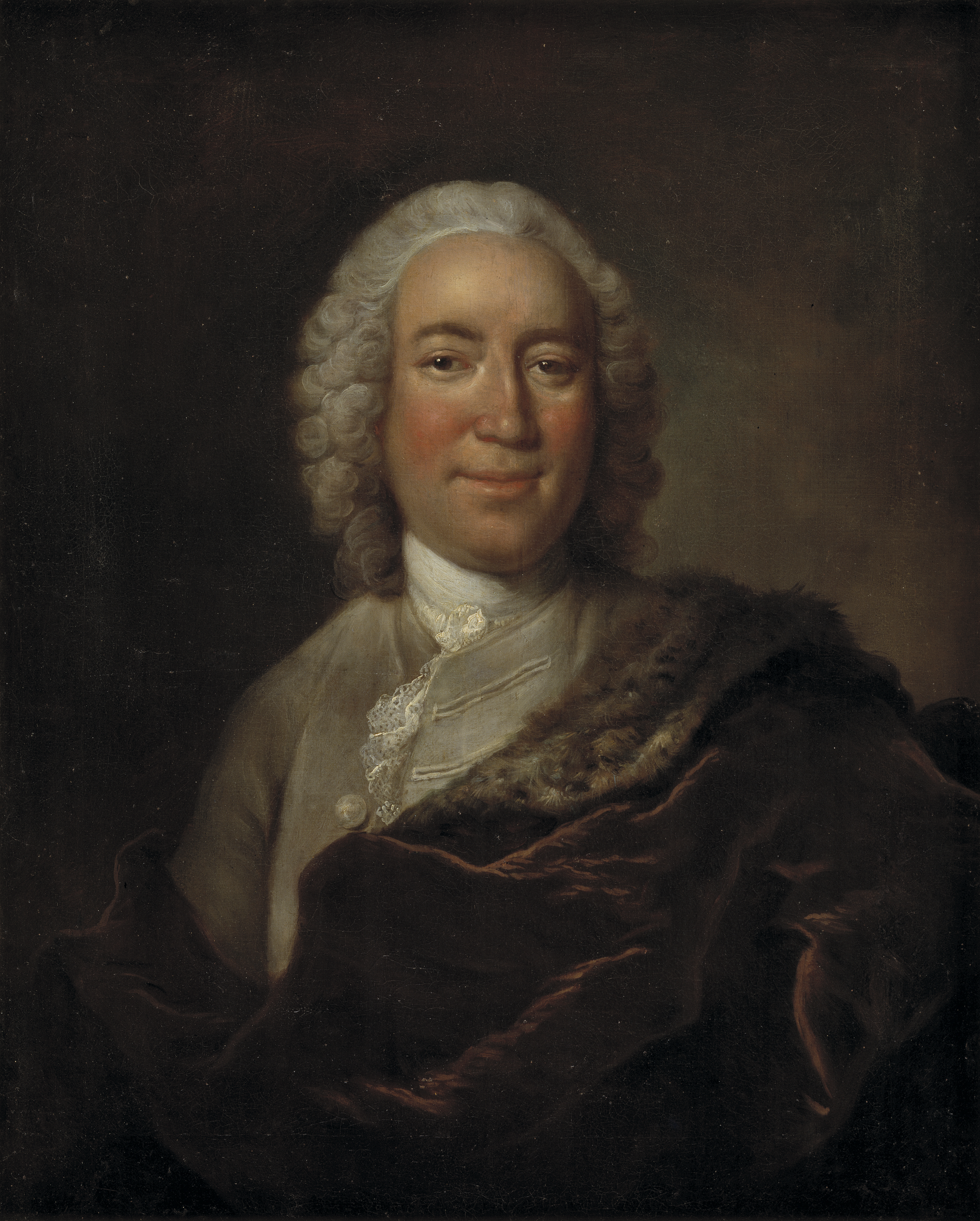
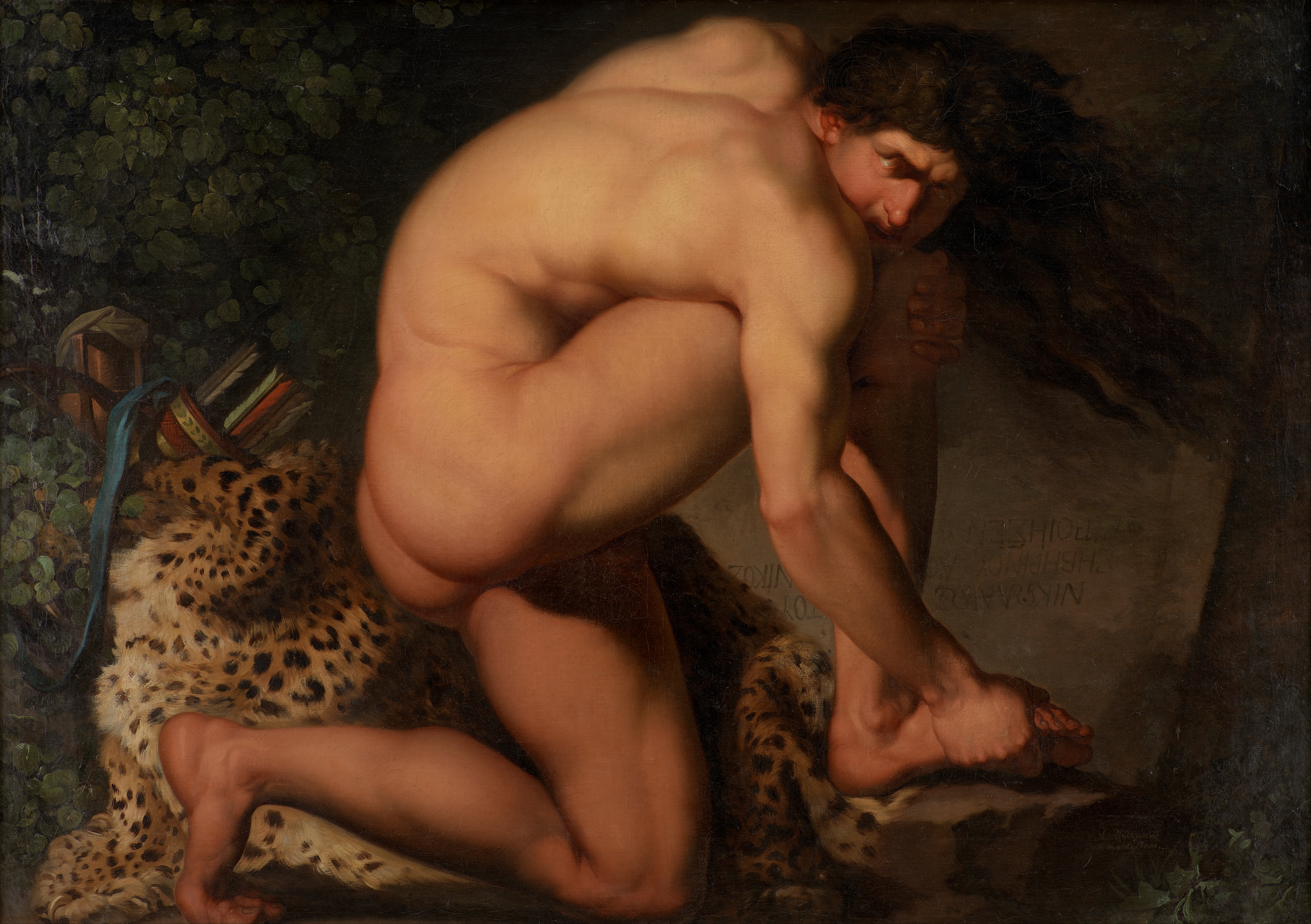
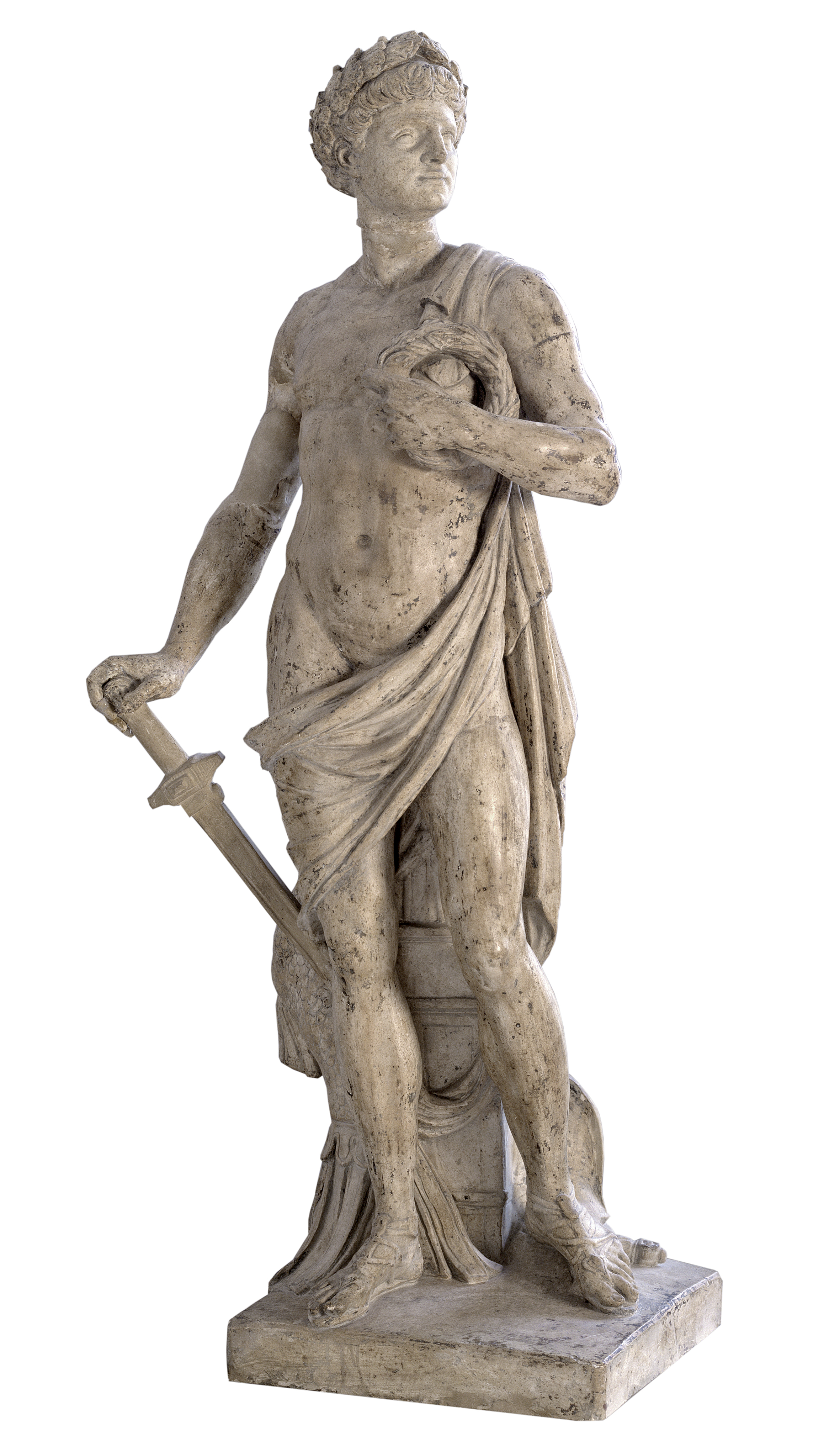
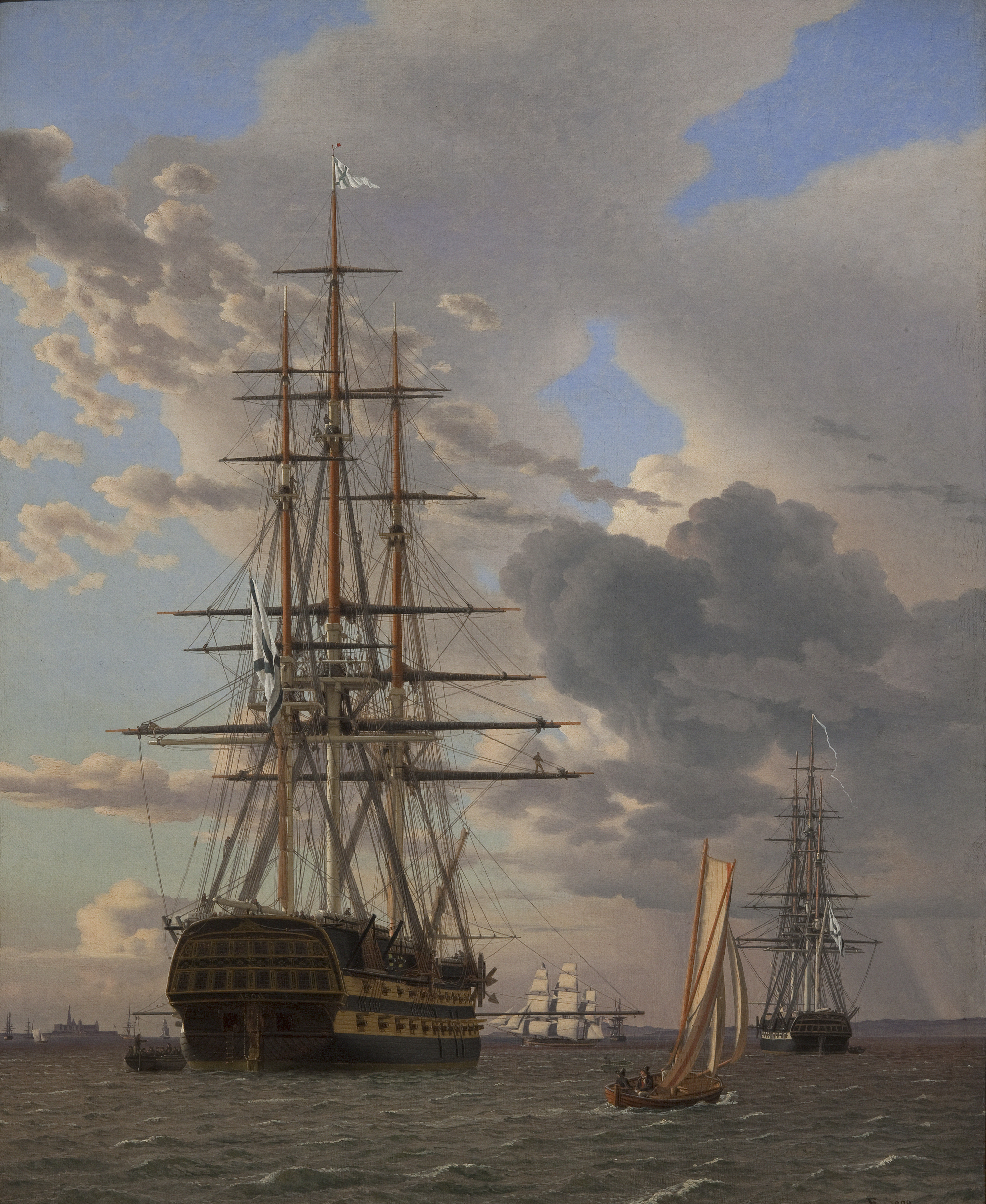
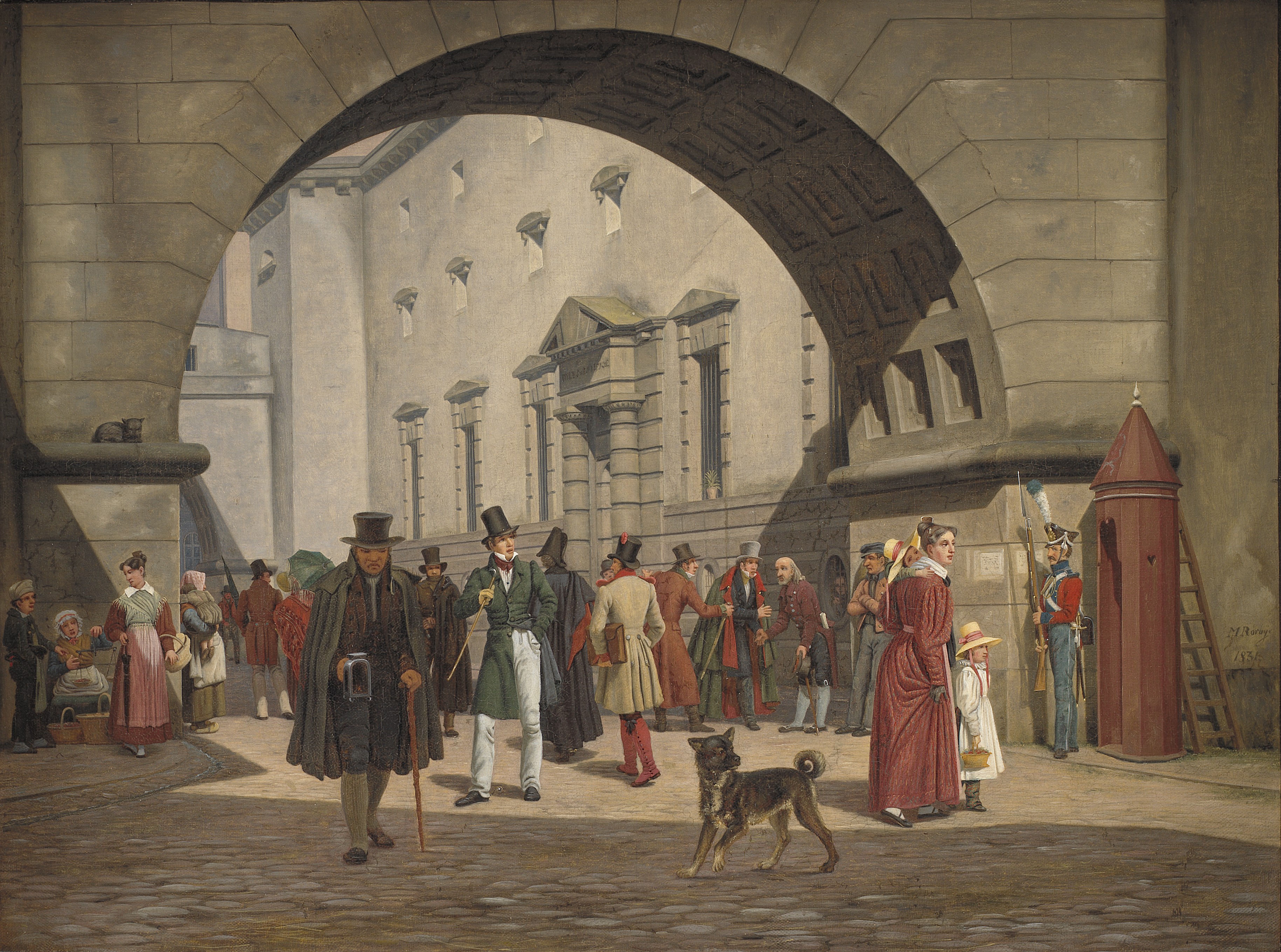
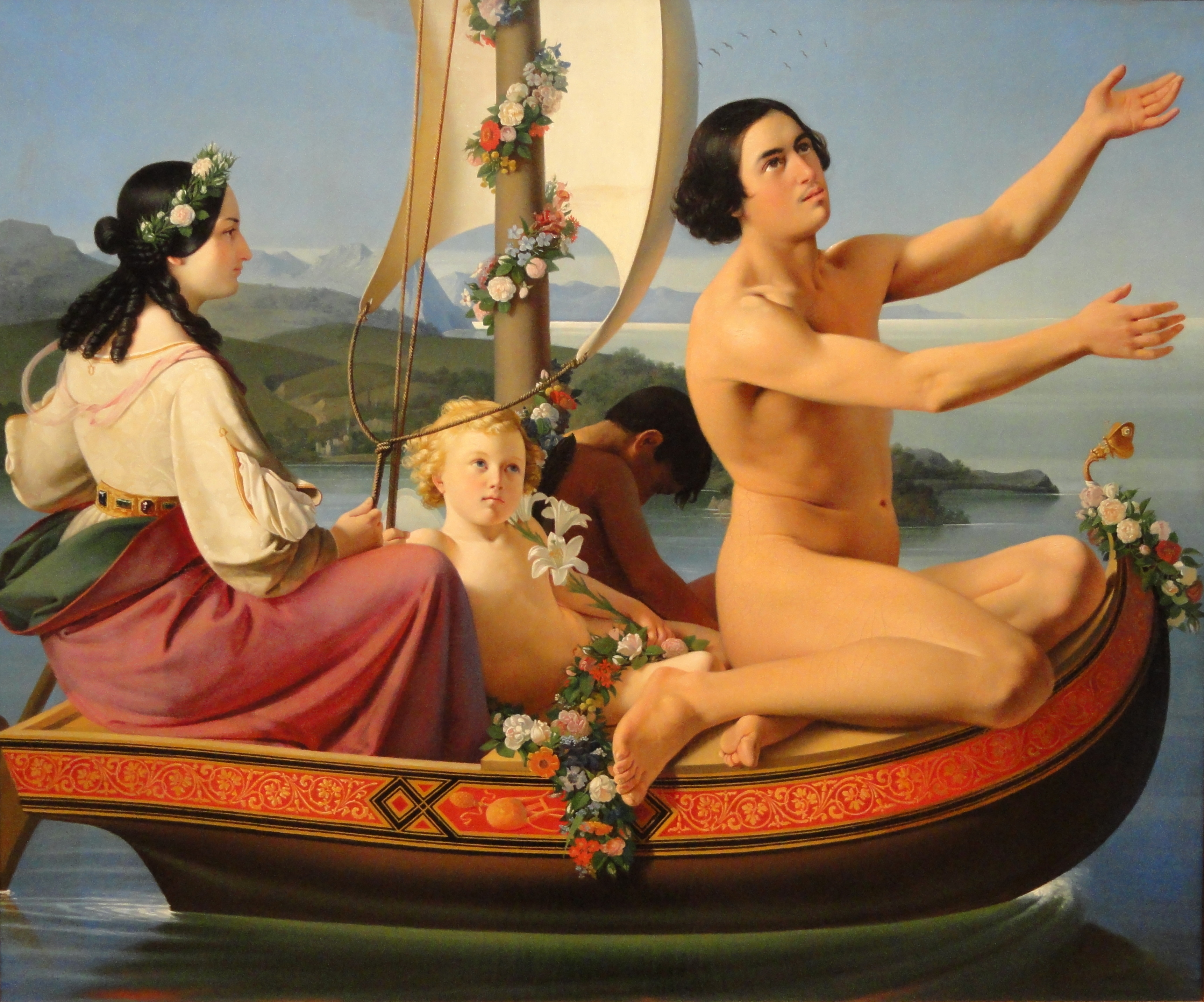
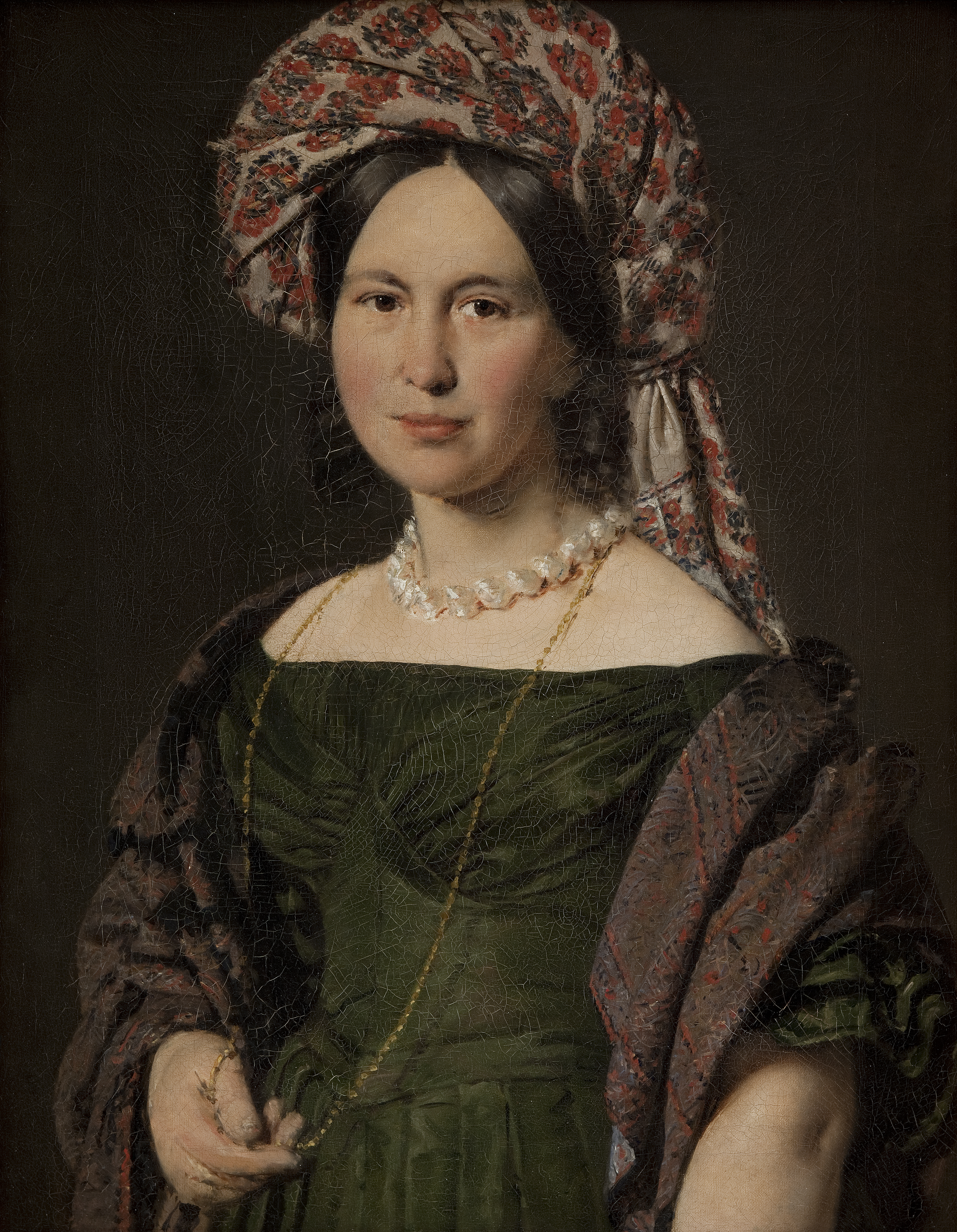
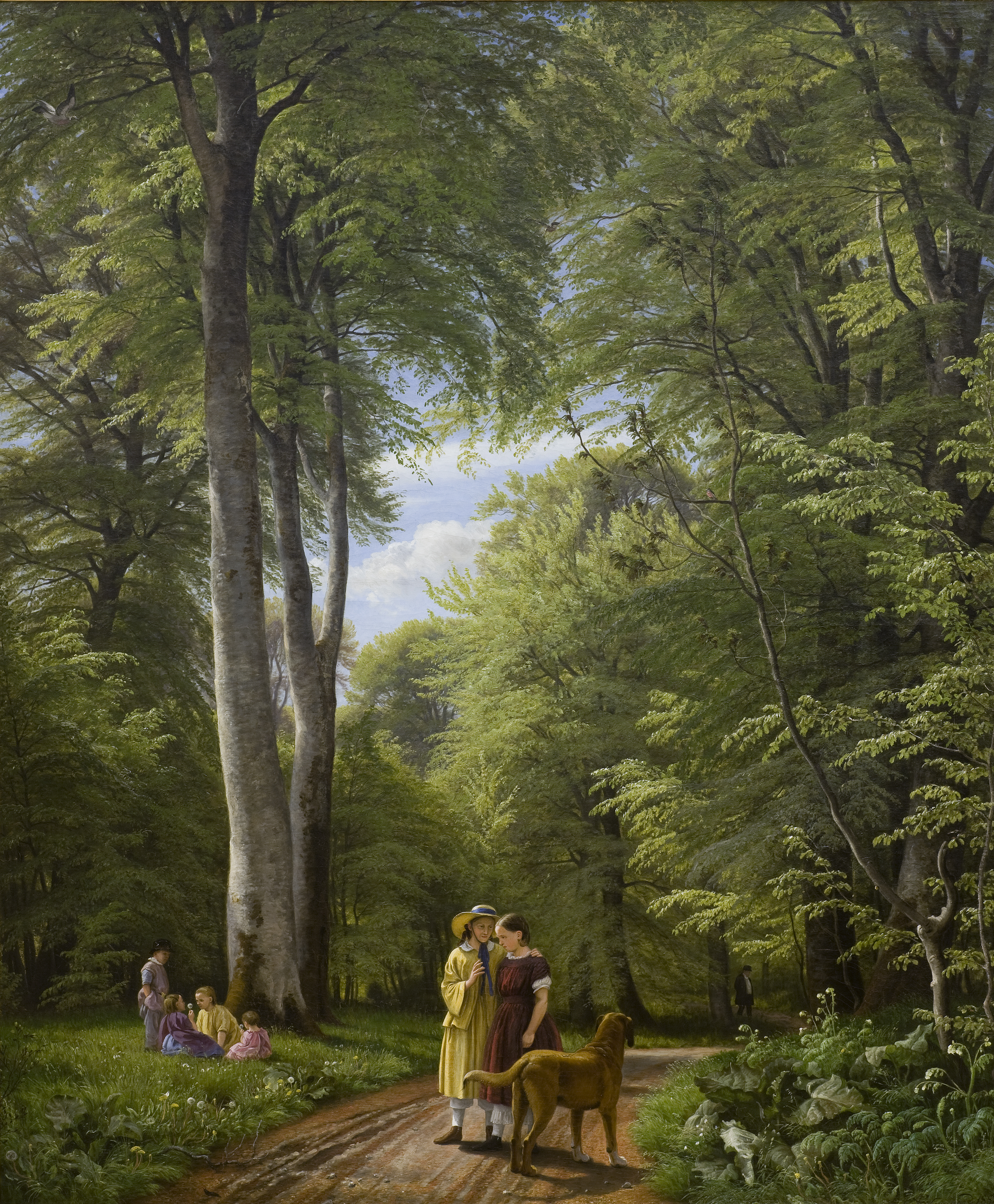
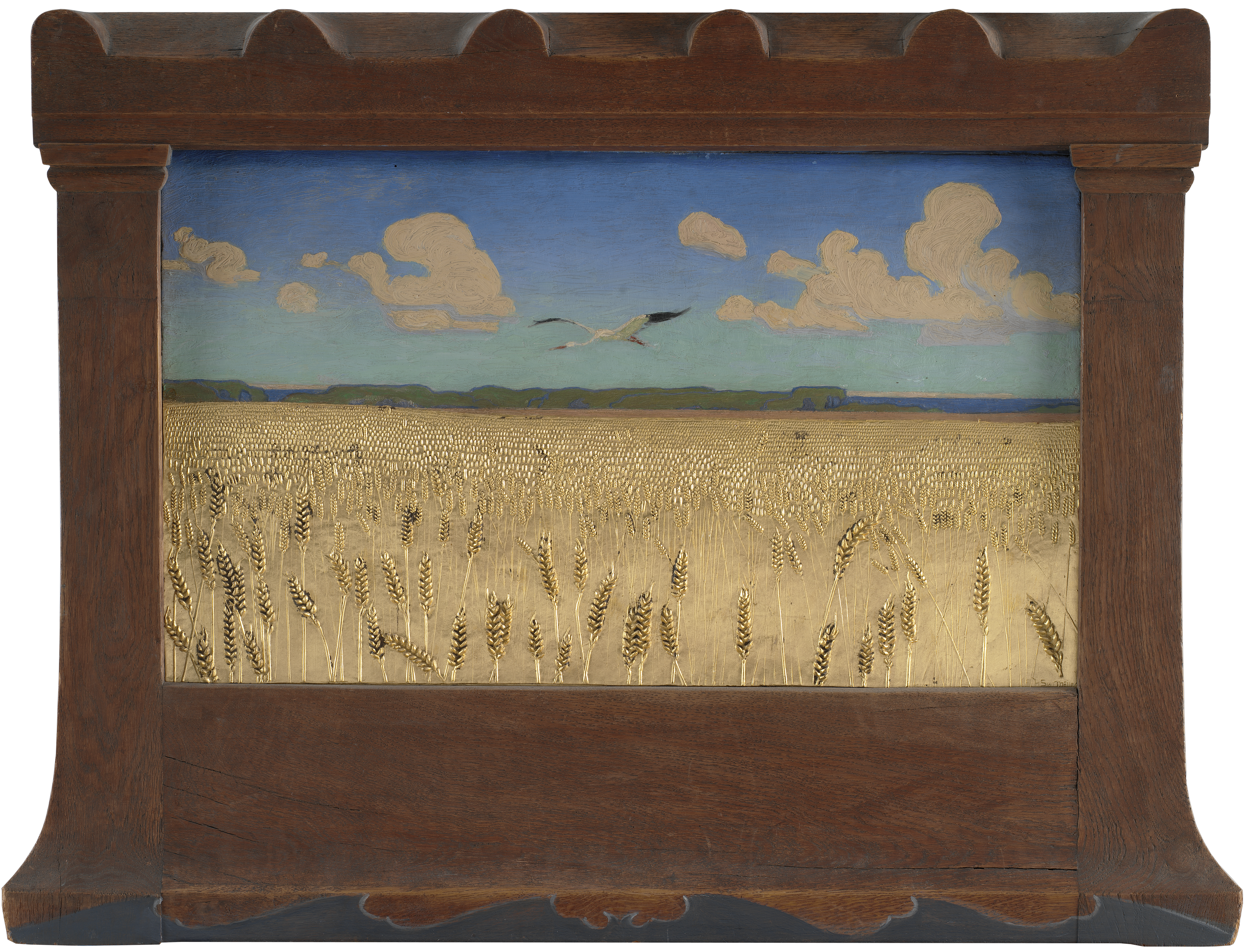
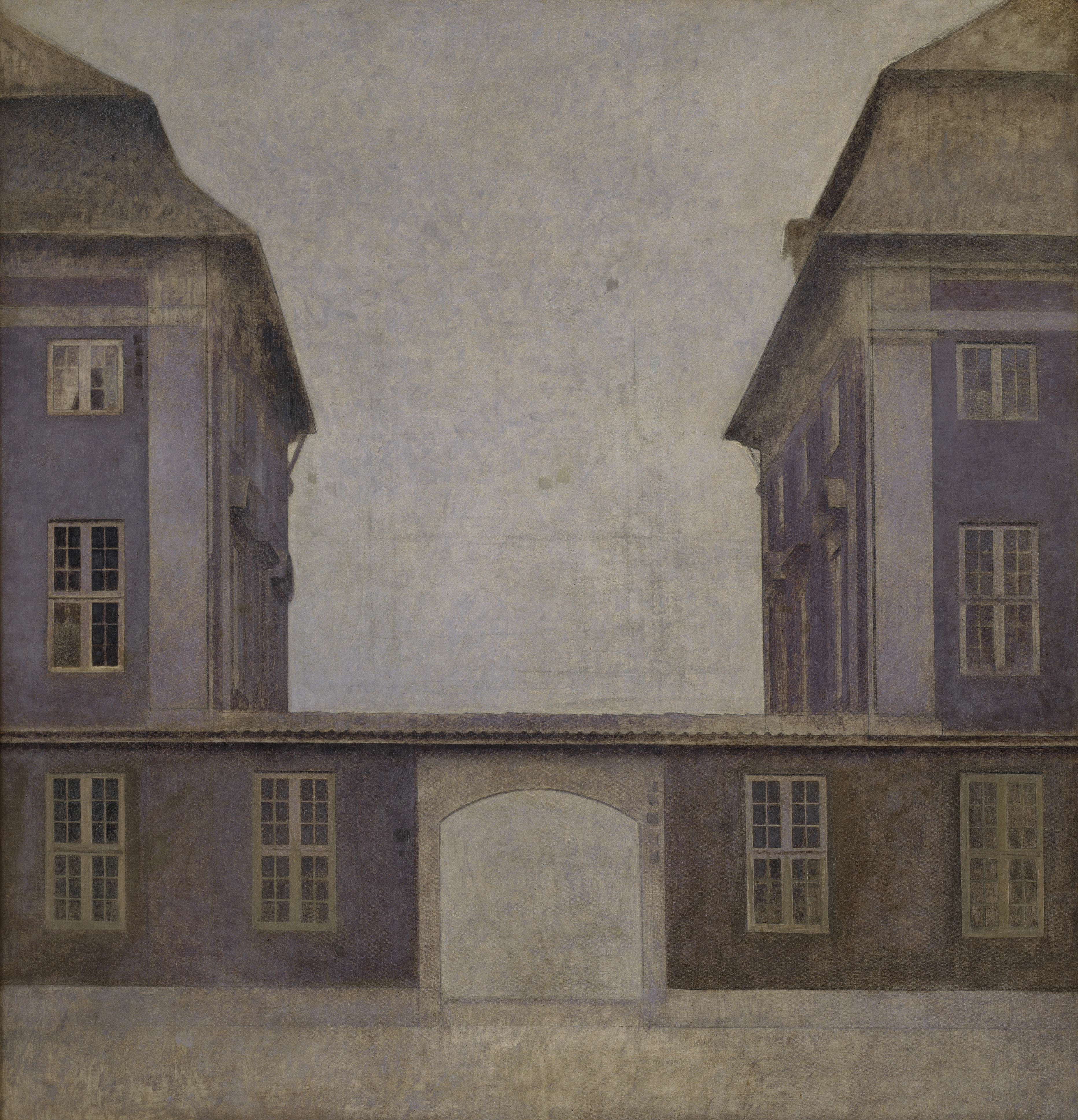
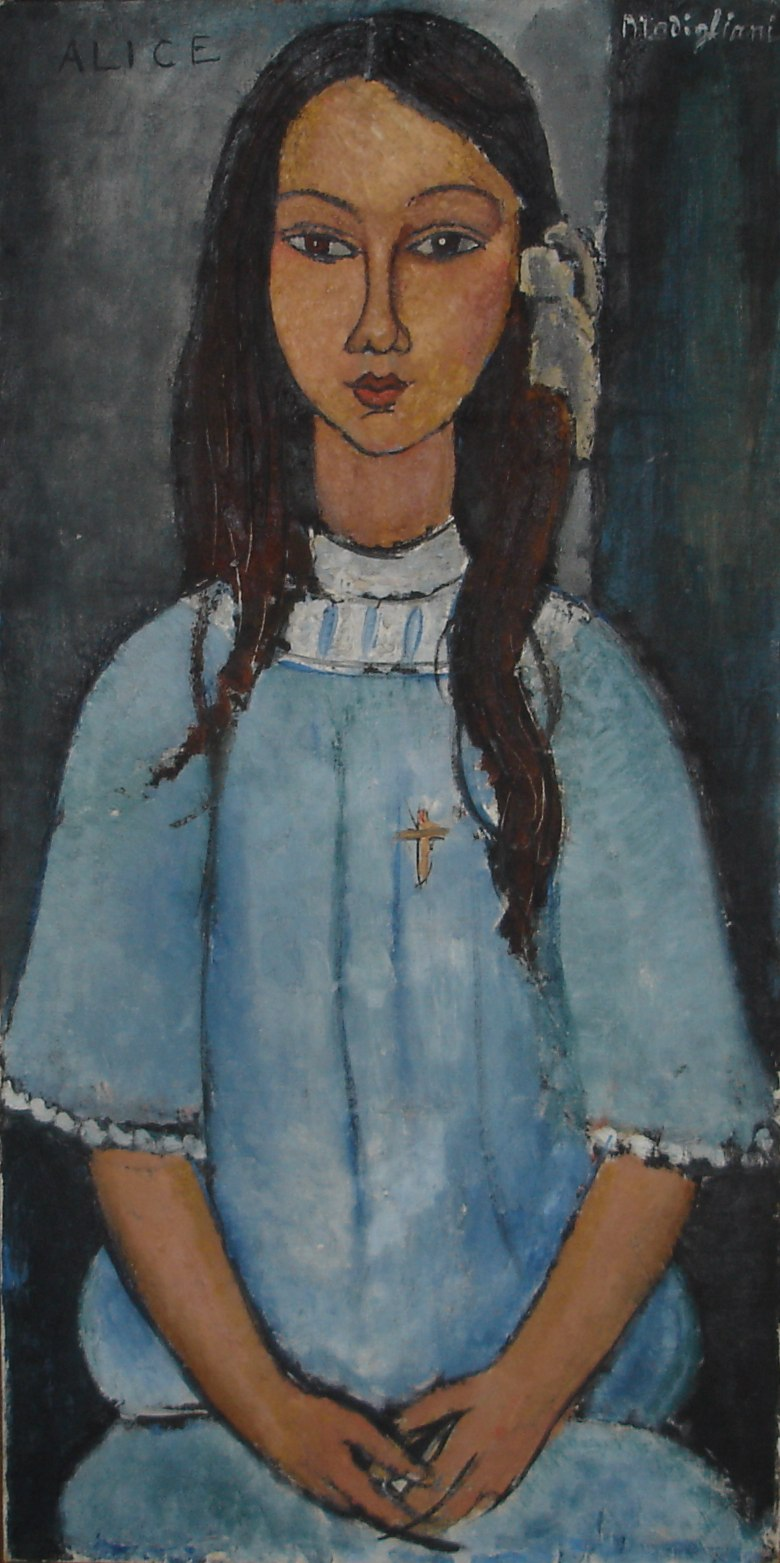
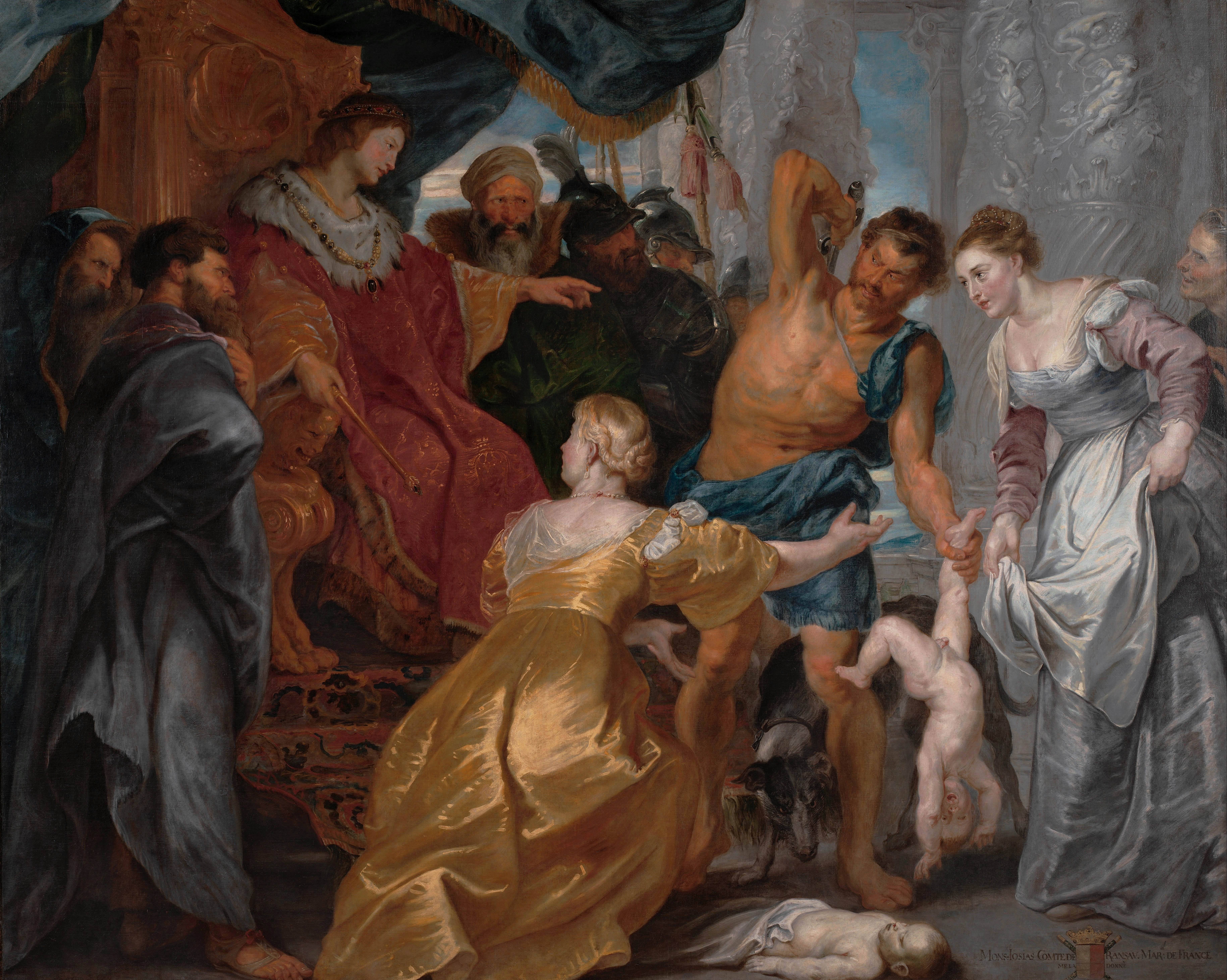
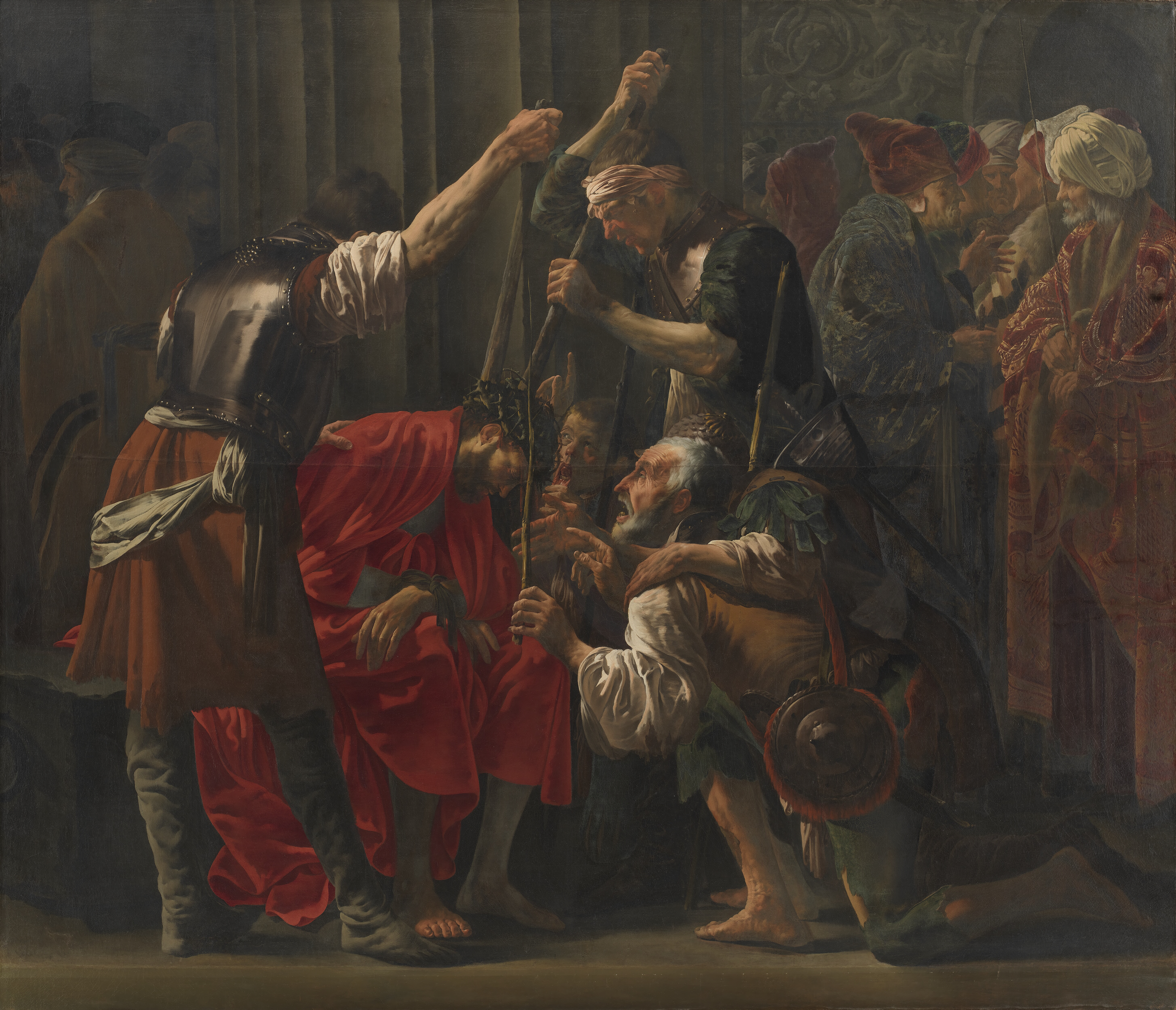
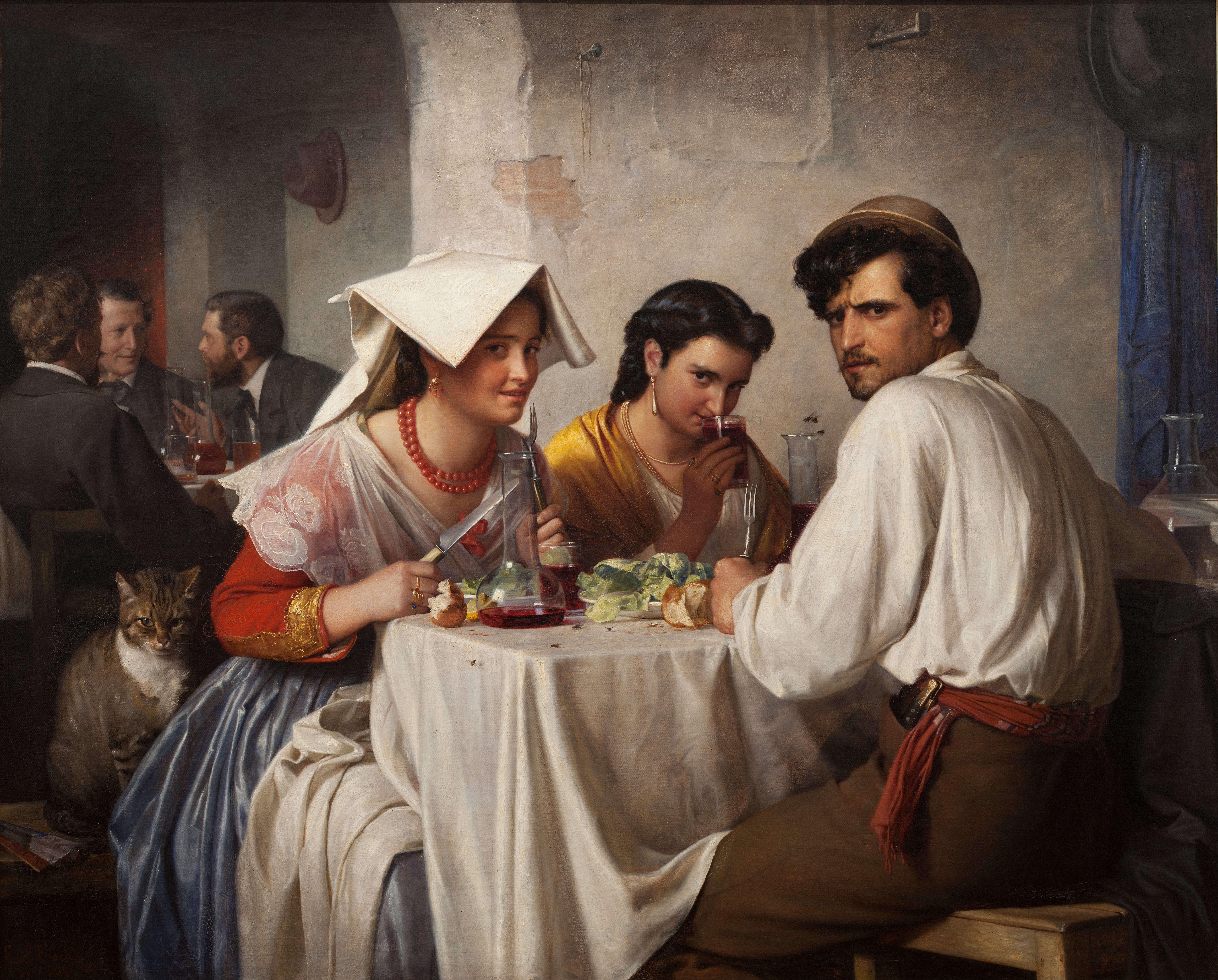

## روابط خارجية
- موقع معرض الدنمارك الوطني
- كوبنهاغن بورتال - معرض الدنمارك الوطني